# Musée de Bastia
 (octobre 2020).

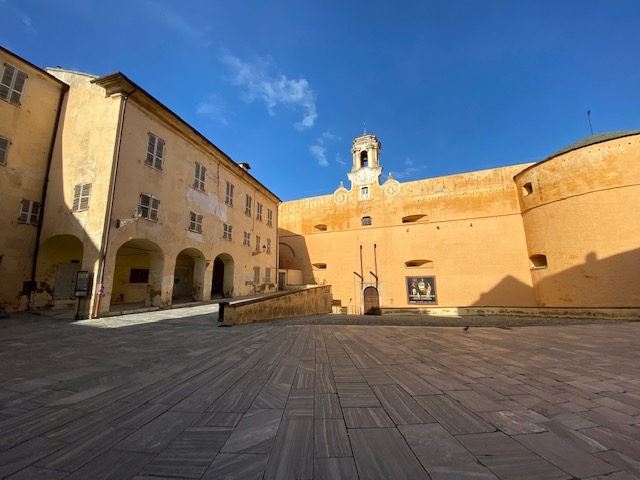
La façade du palais des Gouverneurs, Piazza di A Corte à Bastia

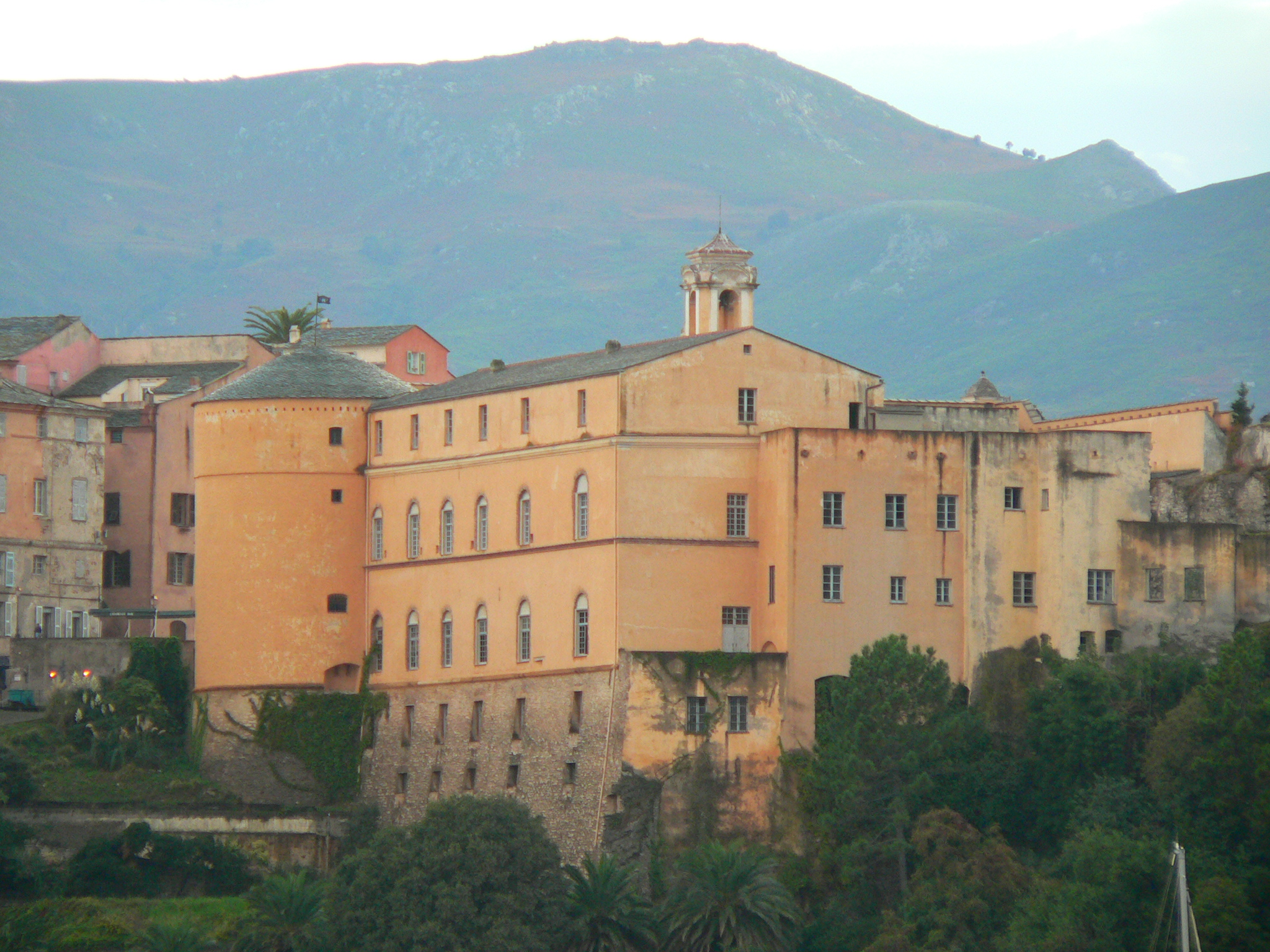
Le palais des Gouverneurs

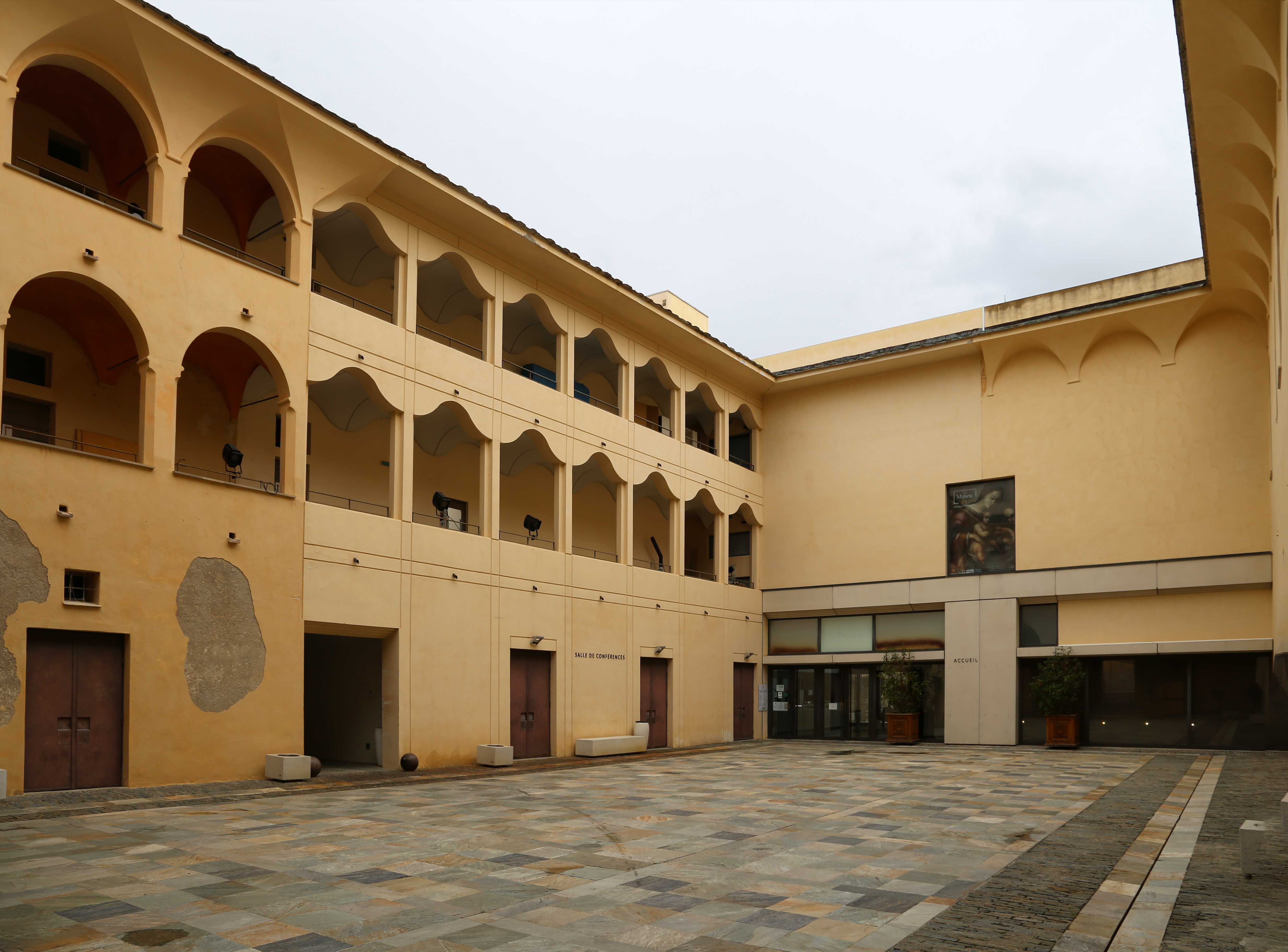
La cour intérieure du palais

Le musée de Bastia est situé dans le quartier de la citadelle de Bastia, dans les locaux de l'ancien palais des Gouverneurs génois. C'est un musée municipal, basé sur l'histoire de la ville de Bastia. Des expositions temporaires sont organisées chaque année.

## Le palais
Le palais des Gouverneurs, en corse Palazzu di i Guvernatori est un monument historique de la ville de Bastia, au cœur du quartier historique de la citadelle. Il a été lieu de résidence des gouverneurs génois, caserne militaire et aujourd'hui musée.

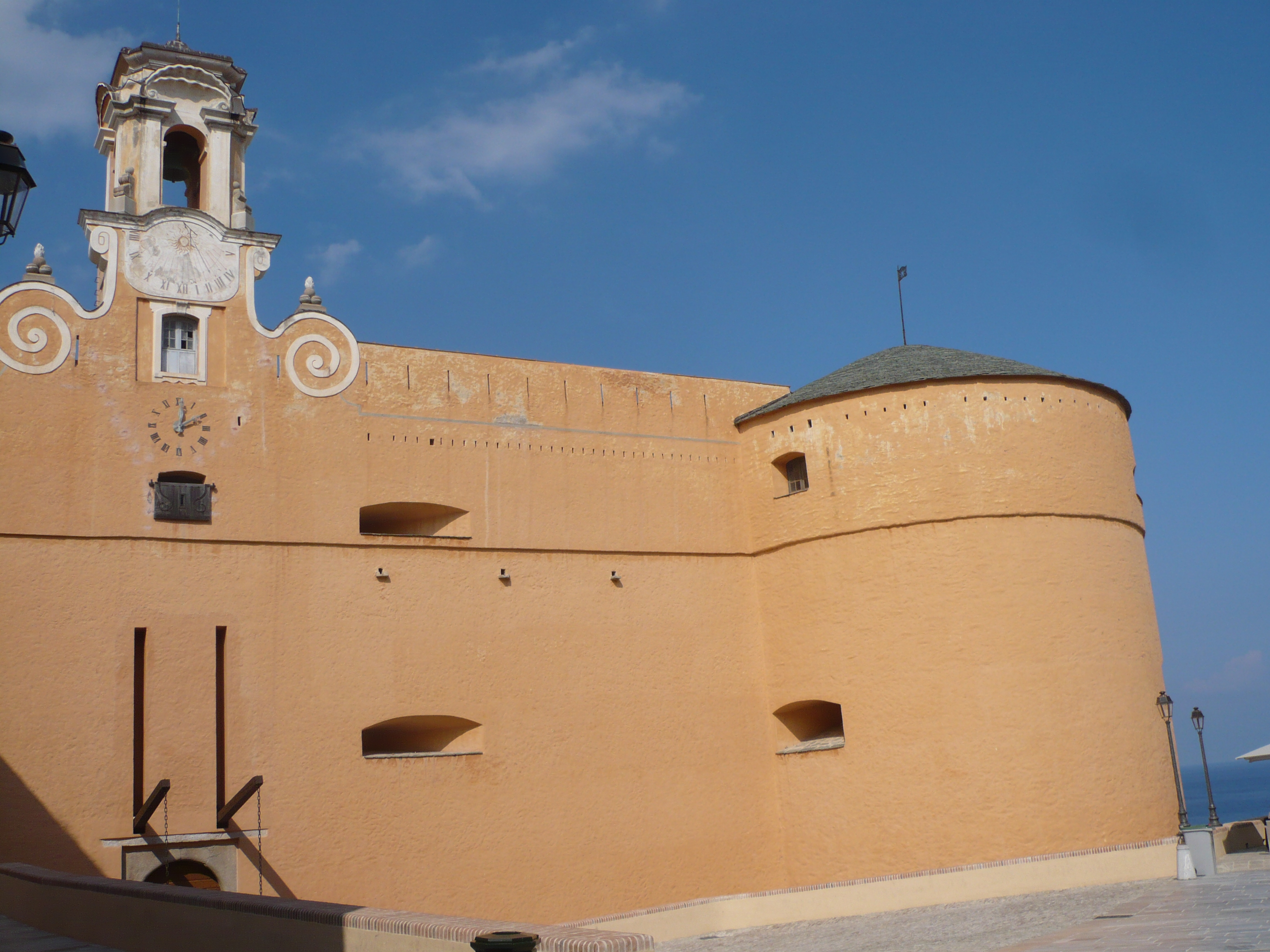
La façade sud du palais des Gouverneurs

La première fortification date de l'année 1380, lorsque le gouverneur génois Leonello Lomellini fait bâtir sur un promontoire rocheux près de l'anse de Ficaghjola et de la marine de pêcheurs de Portu Cardu une modeste fortification, appelée la bastia ou castello della bastia. Mais ce n'est qu'un siècle après sa création que la tour initiale devient lieu de résidence des gouverneurs. Le palais abritait les appartements du gouverneur. Il lui servait de lieu principal de résidence. Il était aussi le siège de la cour de justice. On trouvait une caserne pour les soldats, plusieurs chapelles. Les sous-sols abritaient des prisons particulièrement insalubres. On trouvait également plusieurs citernes pour le ravitailler en eau.

## Histoire du musée

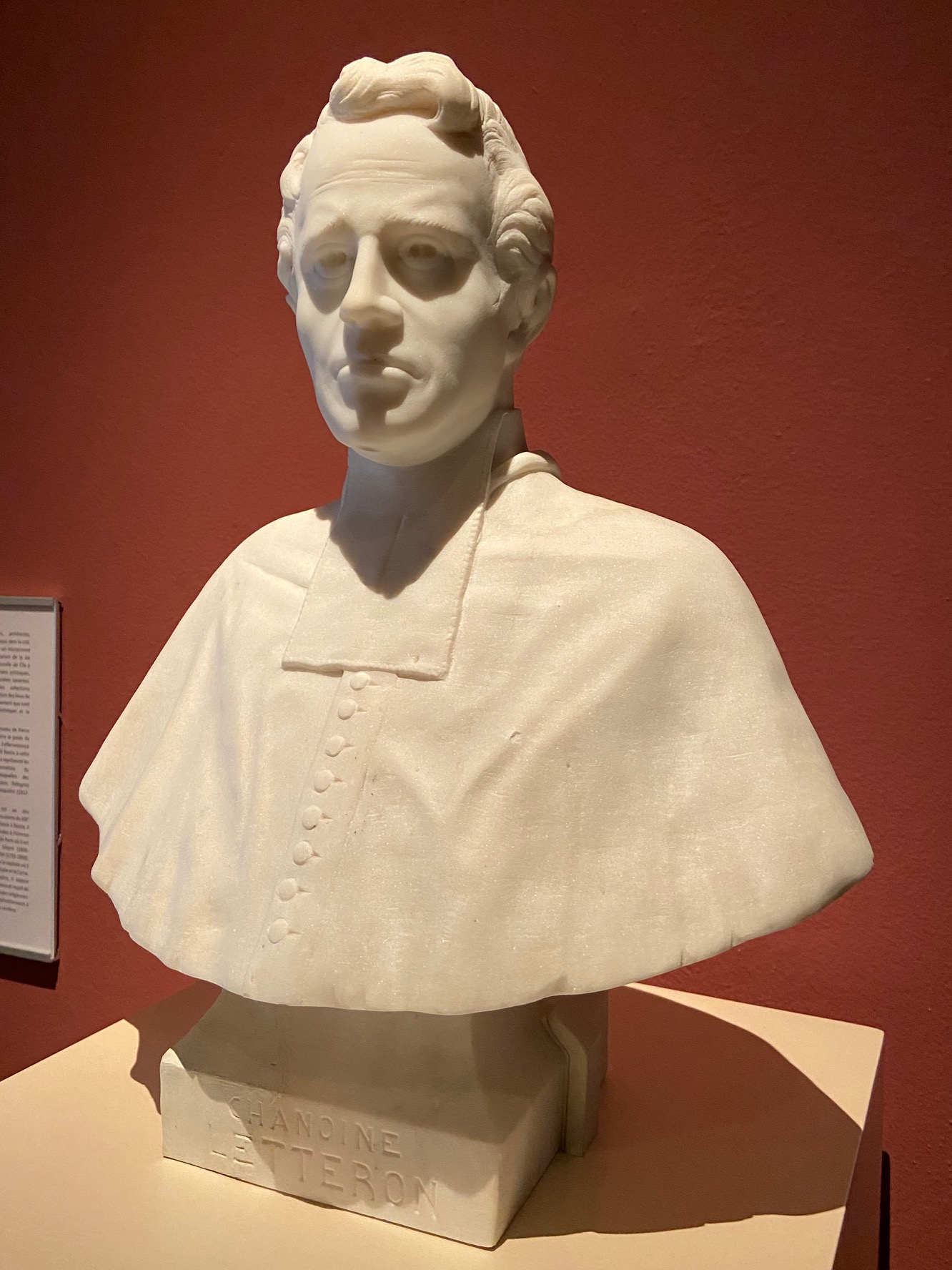
Buste du chanoine Lucien Auguste Letteron par le sculpteur Jean-Mathieu Pekle (1932)

La création d'un musée municipal date du début du XIXe siècle. L'idée revient à un certain nombre d'érudits bastiais, groupés autour du chanoine Letteron (fondateur en 1879 de la Société des sciences historiques et naturelles de la Corse),.
Le premier musée est inauguré le 18 avril 1908. Il est alors installé à côté de la bibliothèque, dans les salles de l'actuel théâtre. Trop à l'étroit, il est transféré en 1922 dans l'ancienne chapelle du couvent des Missionnaires lazaristes, rue Neuve-Saint-Roch.
Presque l'intégralité de ses collections furent pillées pendant la seconde guerre mondiale. Après les bombardements de 1943, on ne put retrouver que 584 œuvres.
Ce n'est qu'après-guerre que le musée intégra les locaux du palais des Gouverneurs. Laissé à l'abandon par l'armée, le palais fut mis à disposition de la municipalité bastiaise en 1952 pour y entreposer les collections de son musée. Puis il fut cédé par l'État à la ville en 1990. La façade et les toitures sont classées depuis 1977.
De 1952 à 1998 le musée fut consacré à l'ethnographie corse. Avec l'ouverture du Musée de la Corse à Corte en 1997, consacré à l'anthropologie régionale, le musée se recentre sur l'histoire de la ville. Il rouvre ses portes en 2010.

Aujourd'hui on peut également visiter certaines cellules de prison, ainsi que deux des citernes du palais des Gouverneurs.

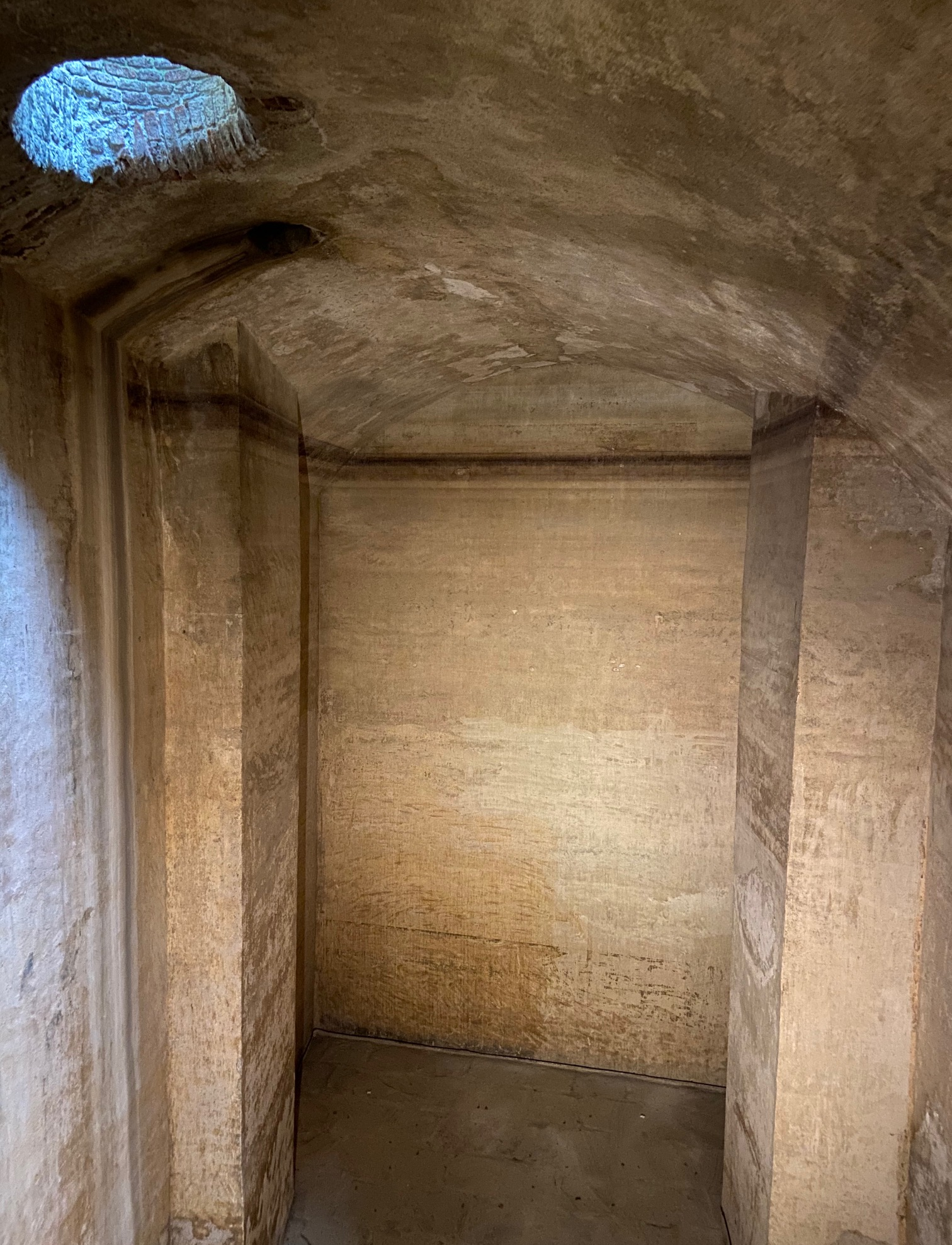
Une des citernes du palais
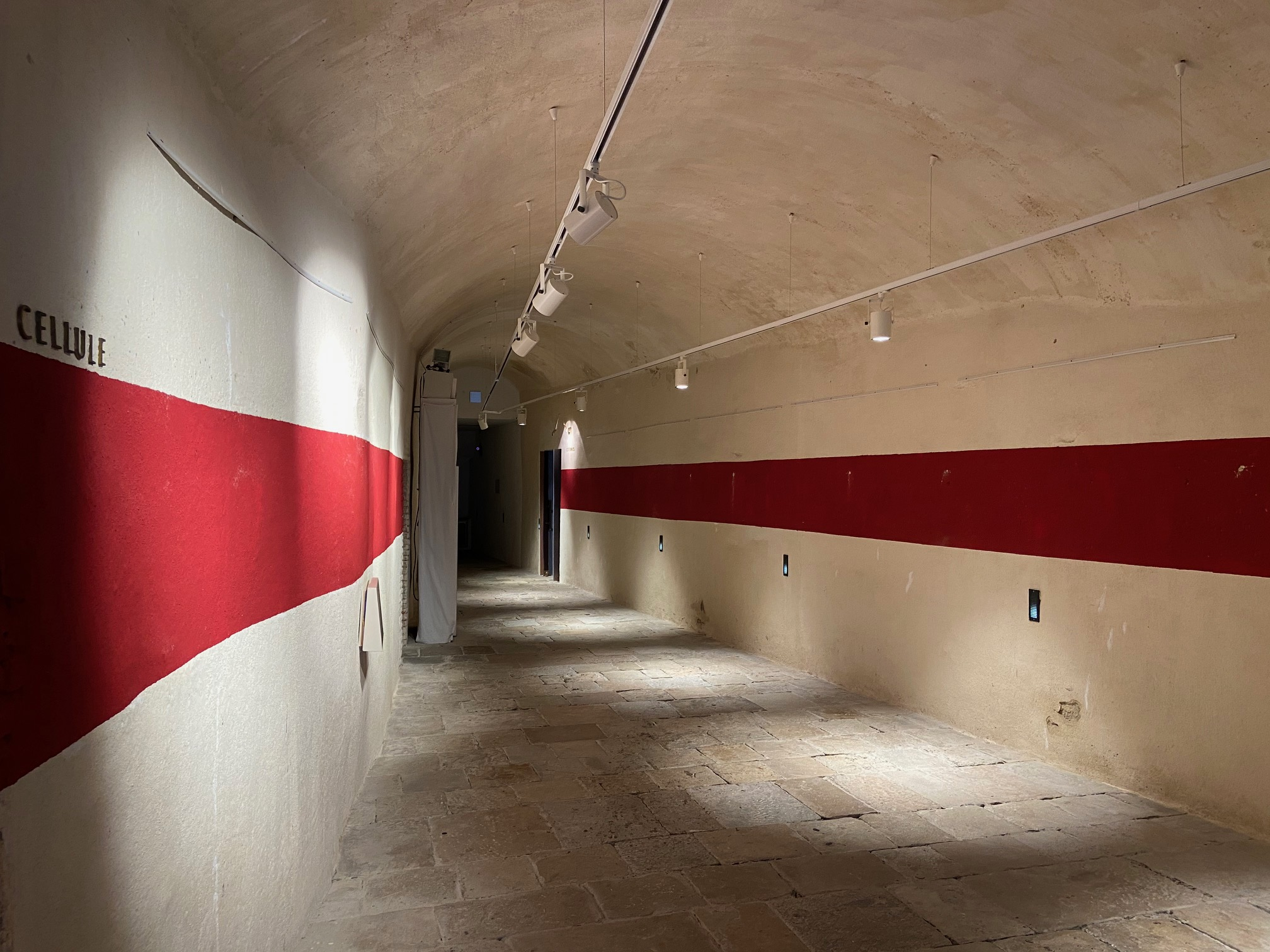
Le couloir qui mène à une partie des cellules de prison

## Les collections
La thématique du musée de Bastia est celle de l'histoire de la ville, replacée dans l'histoire de la Corse. Trois axes s'en détachent : l'histoire urbaine de Bastia, Bastia comme centre des pouvoirs (génois, anglo-corse puis français), et enfin les collections Fesch et Carlini.

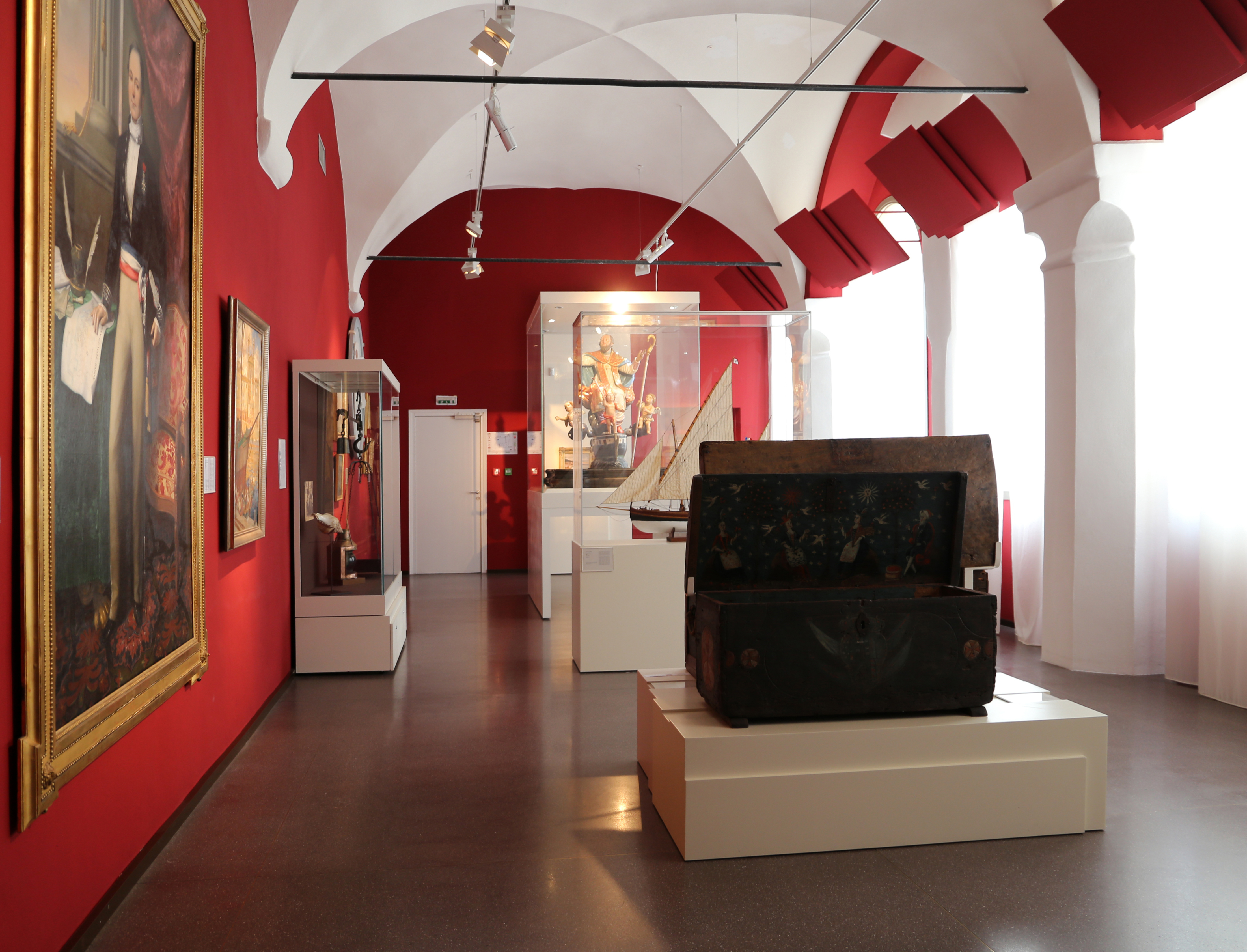
Salle du musée de Bastia

### Introduction

#### Salle A: La Corse antique
La première salle est consacrée à la Corse à l'Antiquité et aux vestiges laissés par les Etrusques, Grecs de Phocée, Carthaginois et Romains.

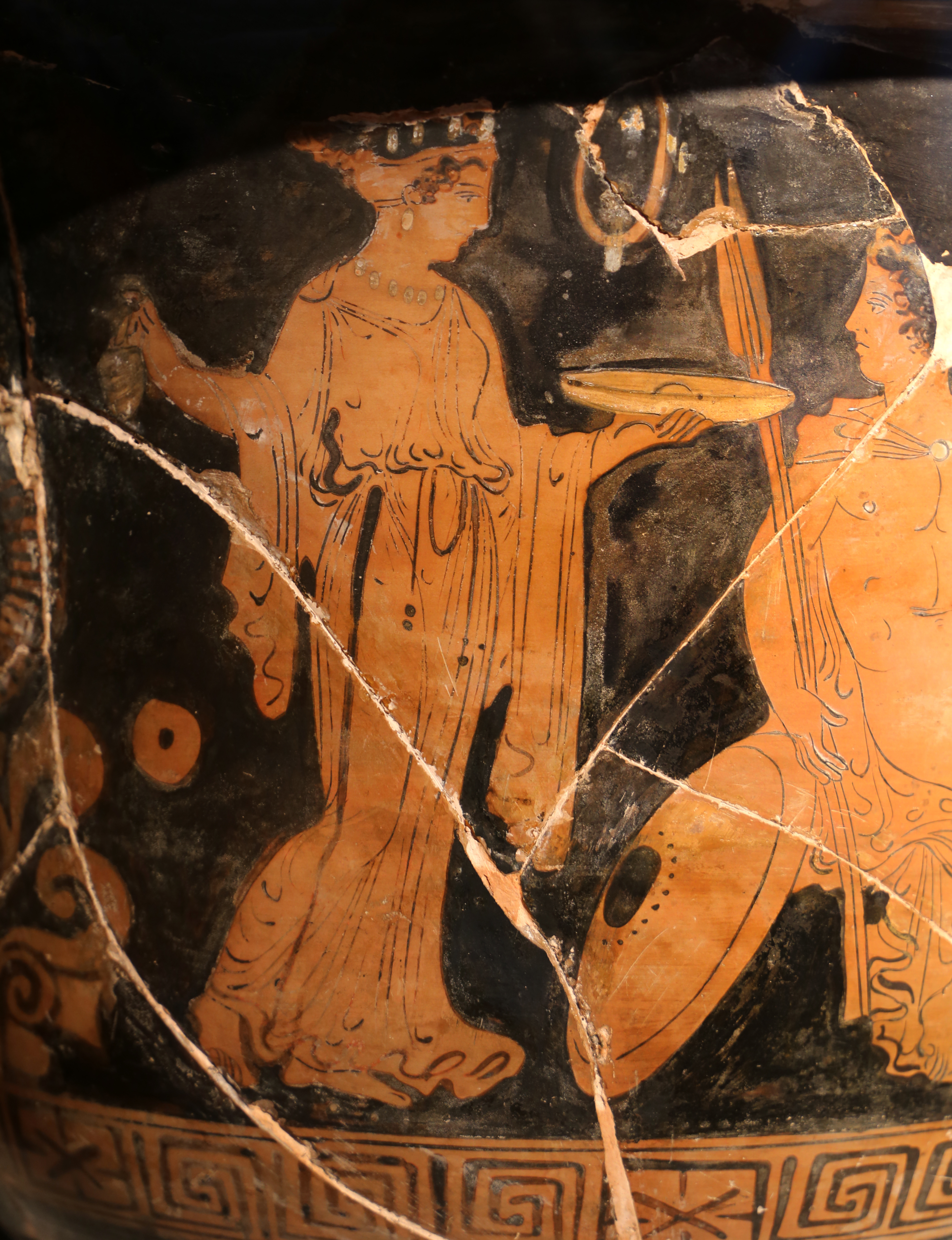
Céramique à figures rouges, cratère trouvé à Aleria,

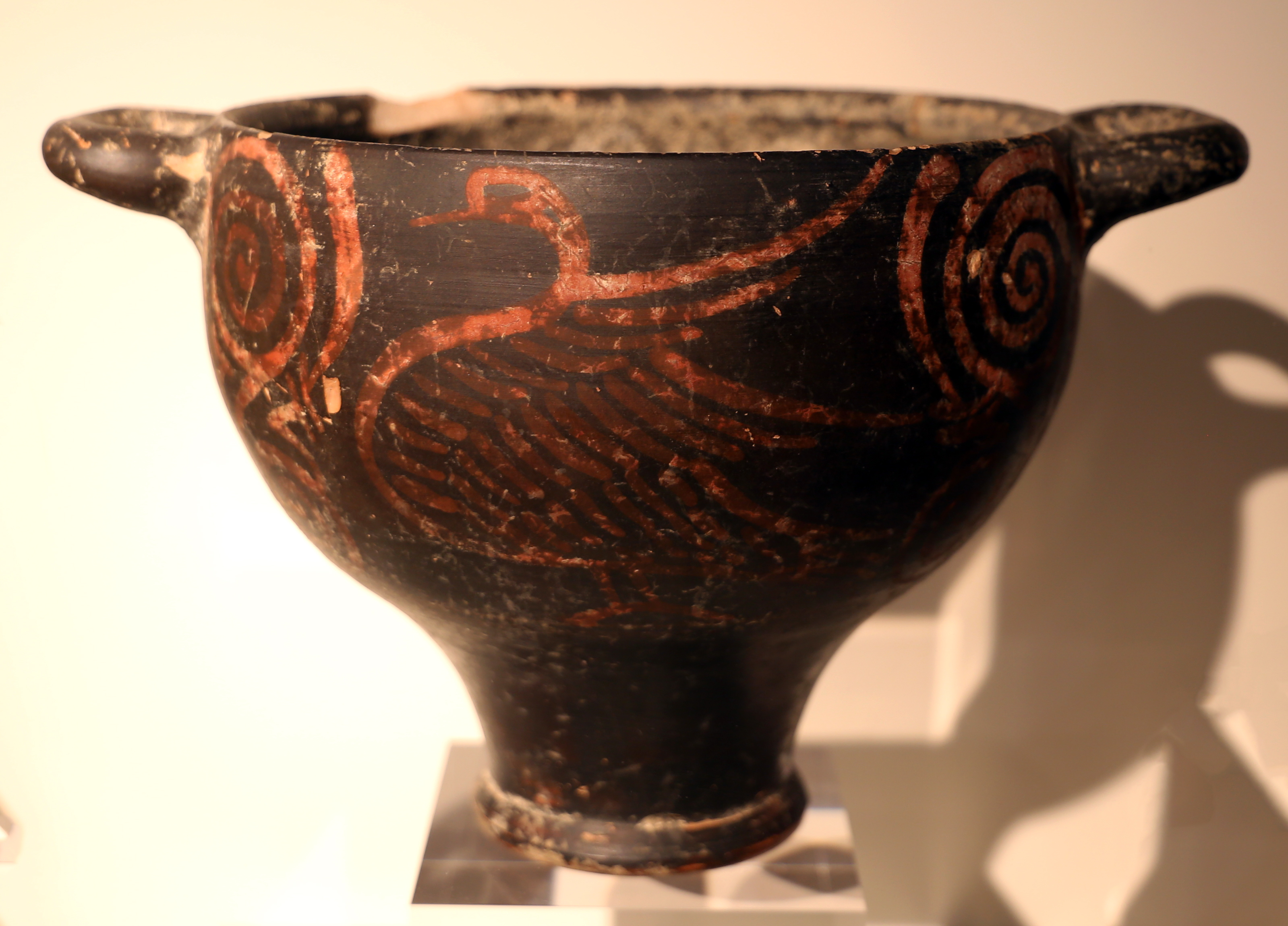
Vas étrusque,

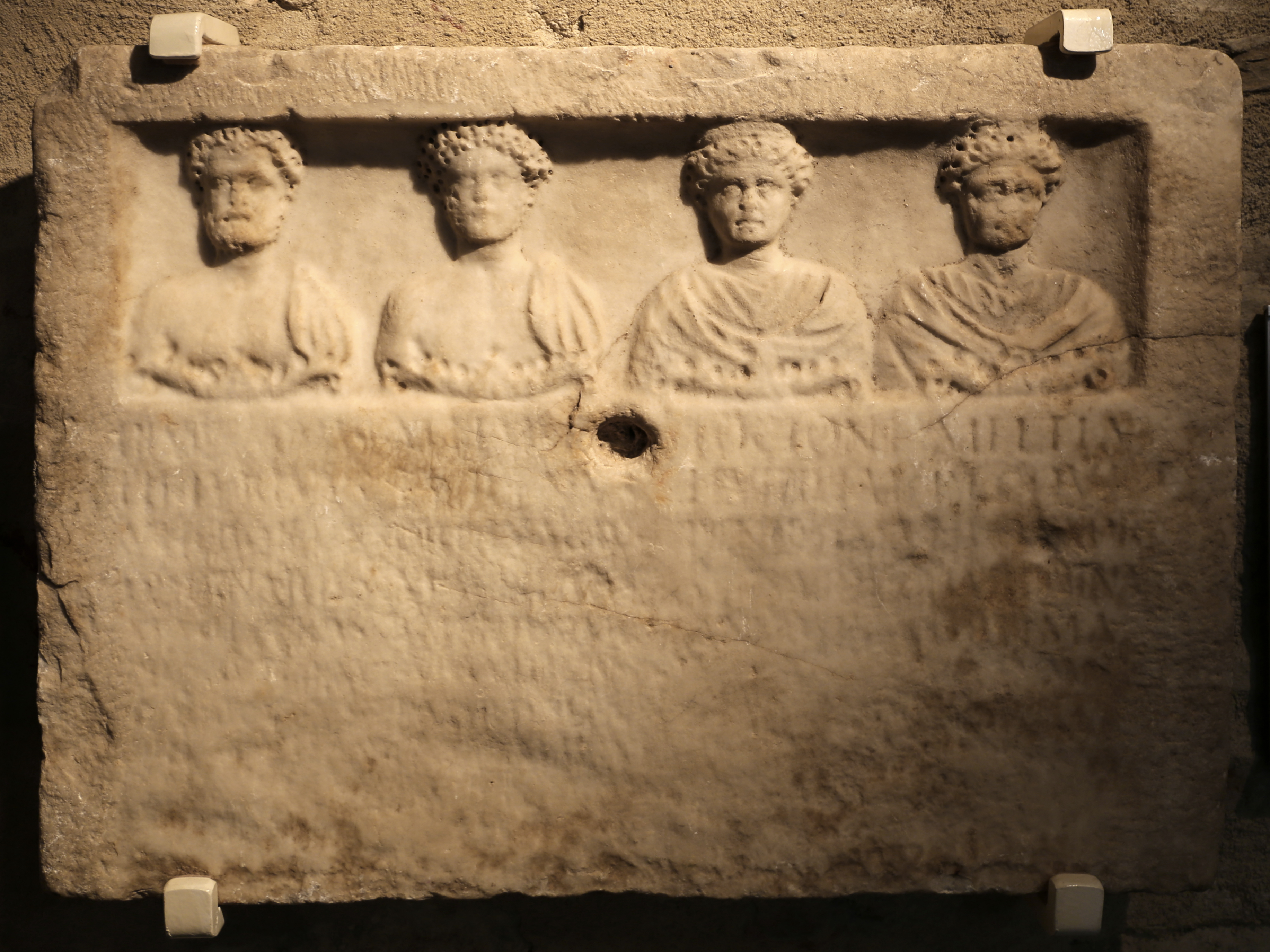
Stèle funéraire romaine trouvée à Luri,

#### Salle B: La Corse médiévale
Cette petite salle présente succinctement la situation de la Corse de la chute de l'Empire Romain à l'installation pisane puis génoise en Corse.

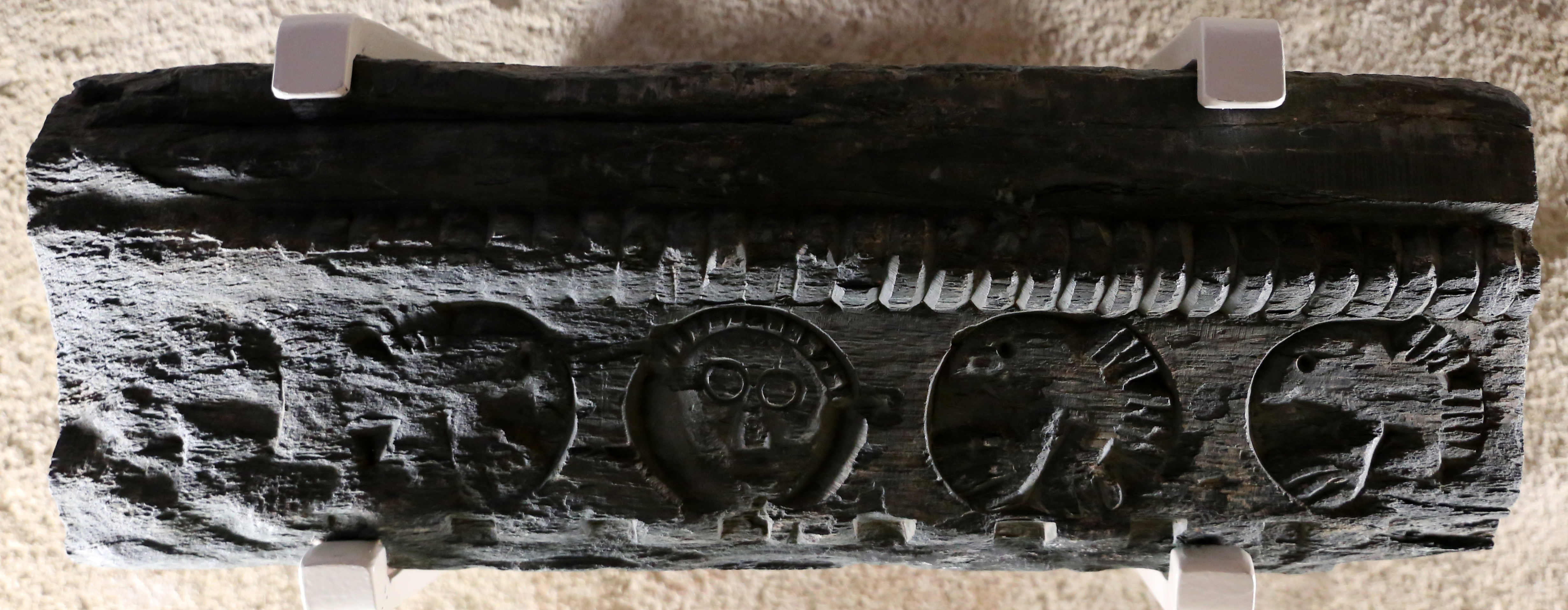
Fragment de corniche provenant de l'église San Cisariu de Rapale, XIIe siècle.

### L’histoire urbaine de Bastia
Les premières salles sont consacrées à l'histoire urbaine de Bastia. On peut suivre son évolution à travers le temps à travers une série d'œuvres d'art représentant la ville à diverses époques. On y découvre notamment l'influence génoise dans l'urbanisme et l'architecture.

#### salle 1: Bastia, archétype des villes littorales corses
Bastia n'est qu'un petit port de pêcheurs avant l'arrivée des Génois. Il faut attendre les années 1378-1380 pour que Leonello Lomellini, commerçant ligure, fasse ériger une fortification, appelée la Bastita puis la Bastia à l'emplacement de l'actuelle Citadelle. Bastia est née. Elle se compose d'une ville haute, Terra Nova, opposée à la ville basse, plus ancienne, Terra Vechja.

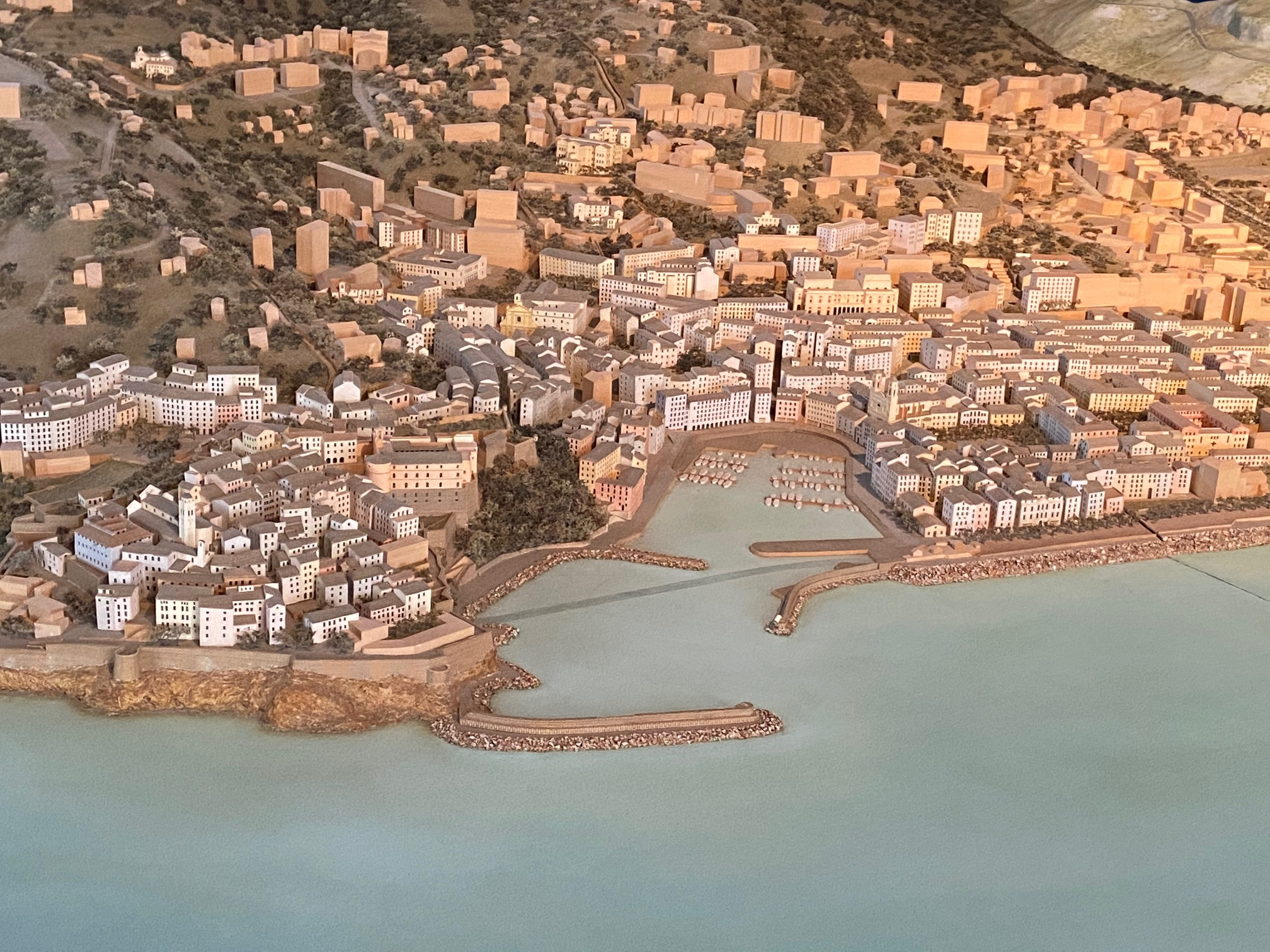
Maquette de la ville de Bastia : Terra Nova et Terra Vechja

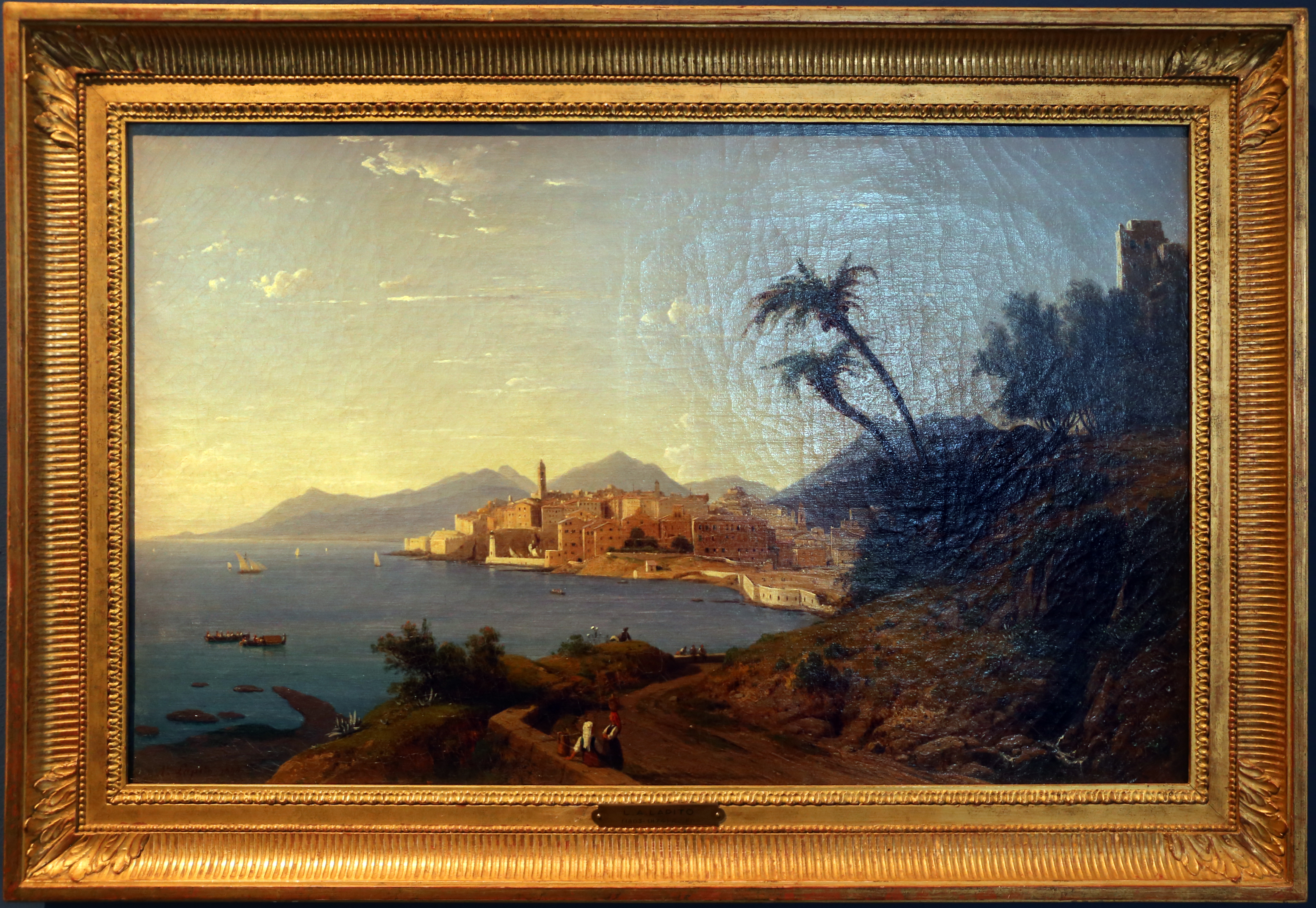
Vue de Bastia depuis Toga, de Louis-Auguste Lapito (1844)

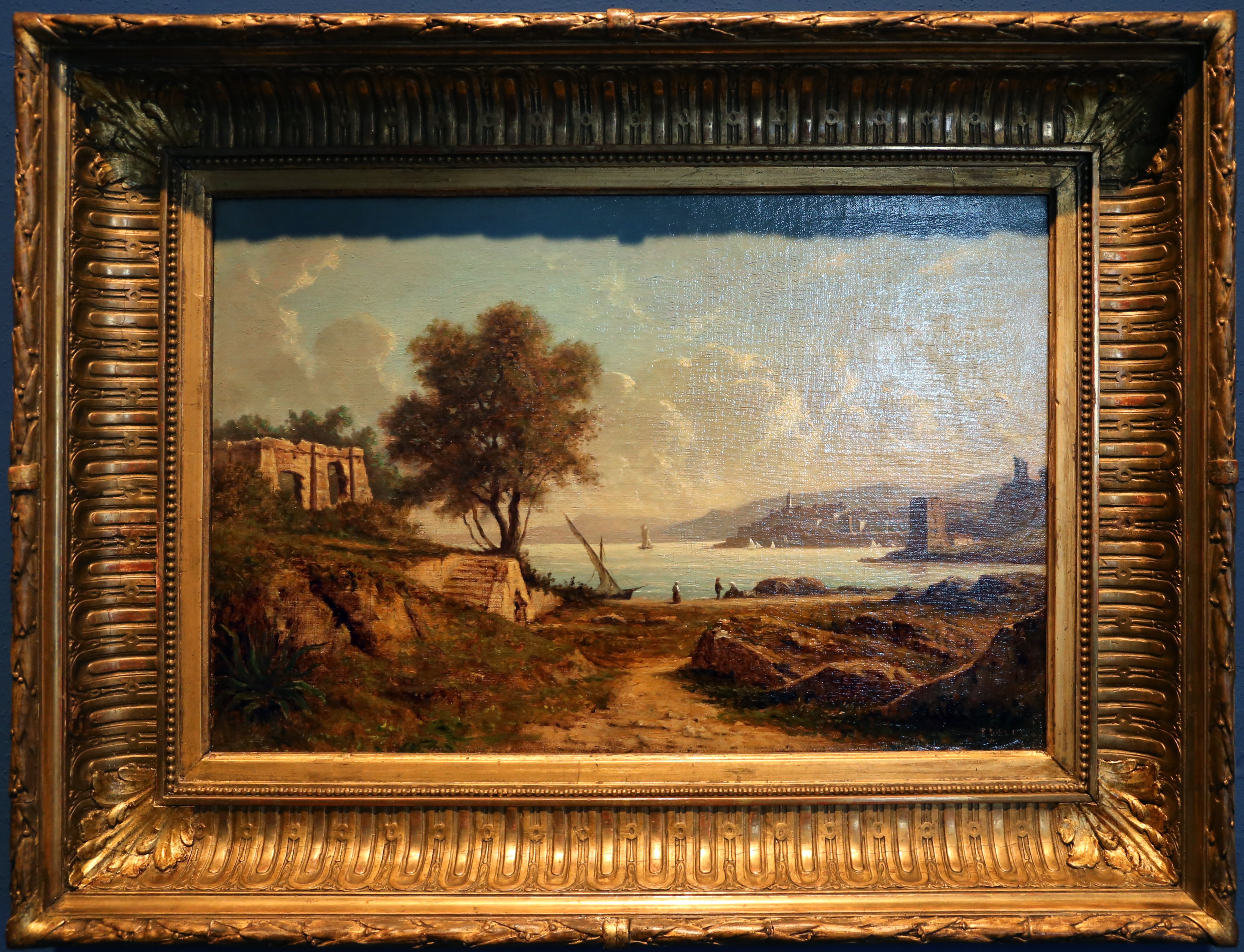
Vue de Bastia, Michel Storelli, 1863

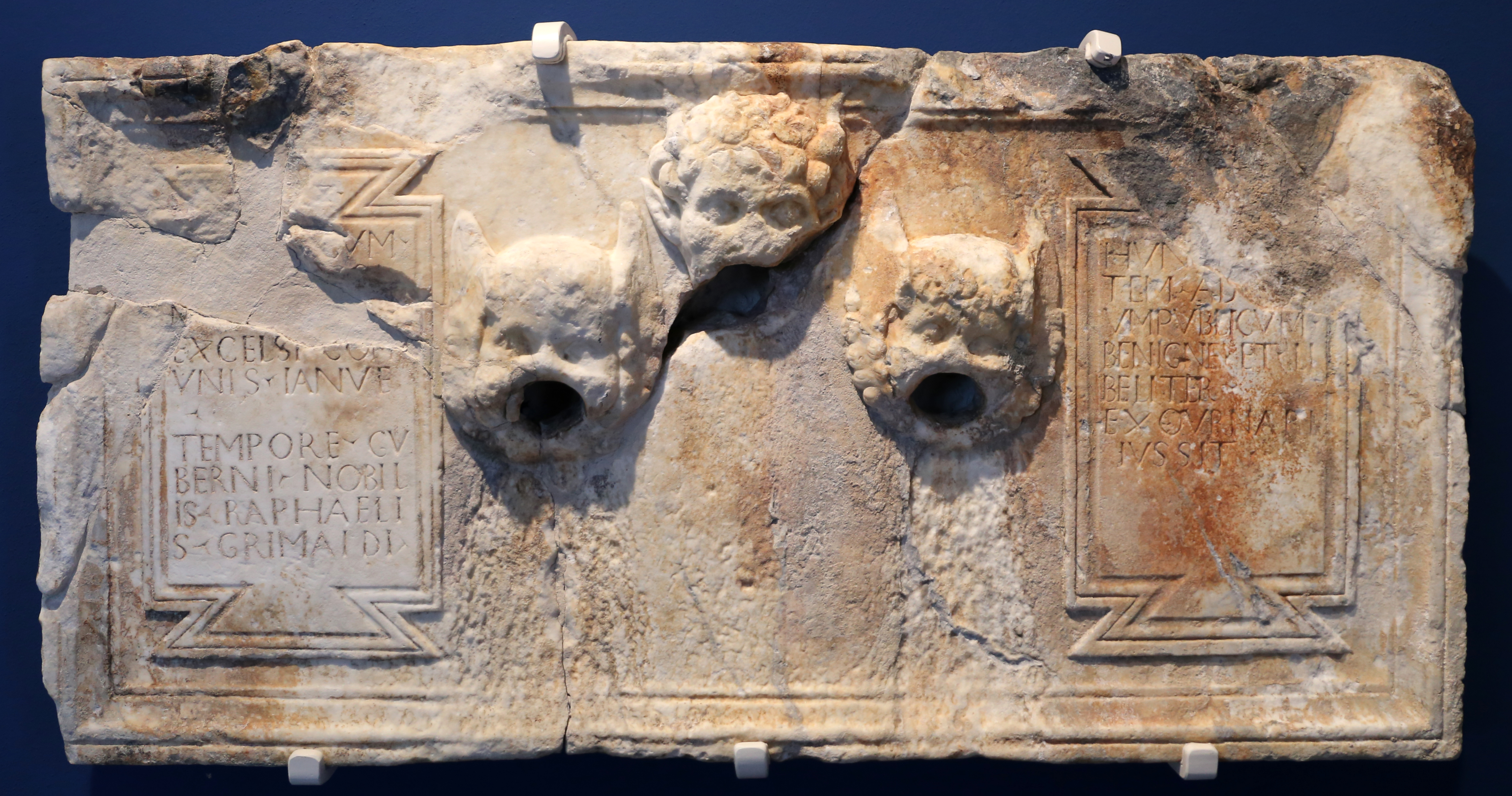
Plaque provenant de la fontaine de Ficaghjola, 1488. Elle mentionne le nom du gouverneur génois de l'époque, Raffaello Grimaldi.

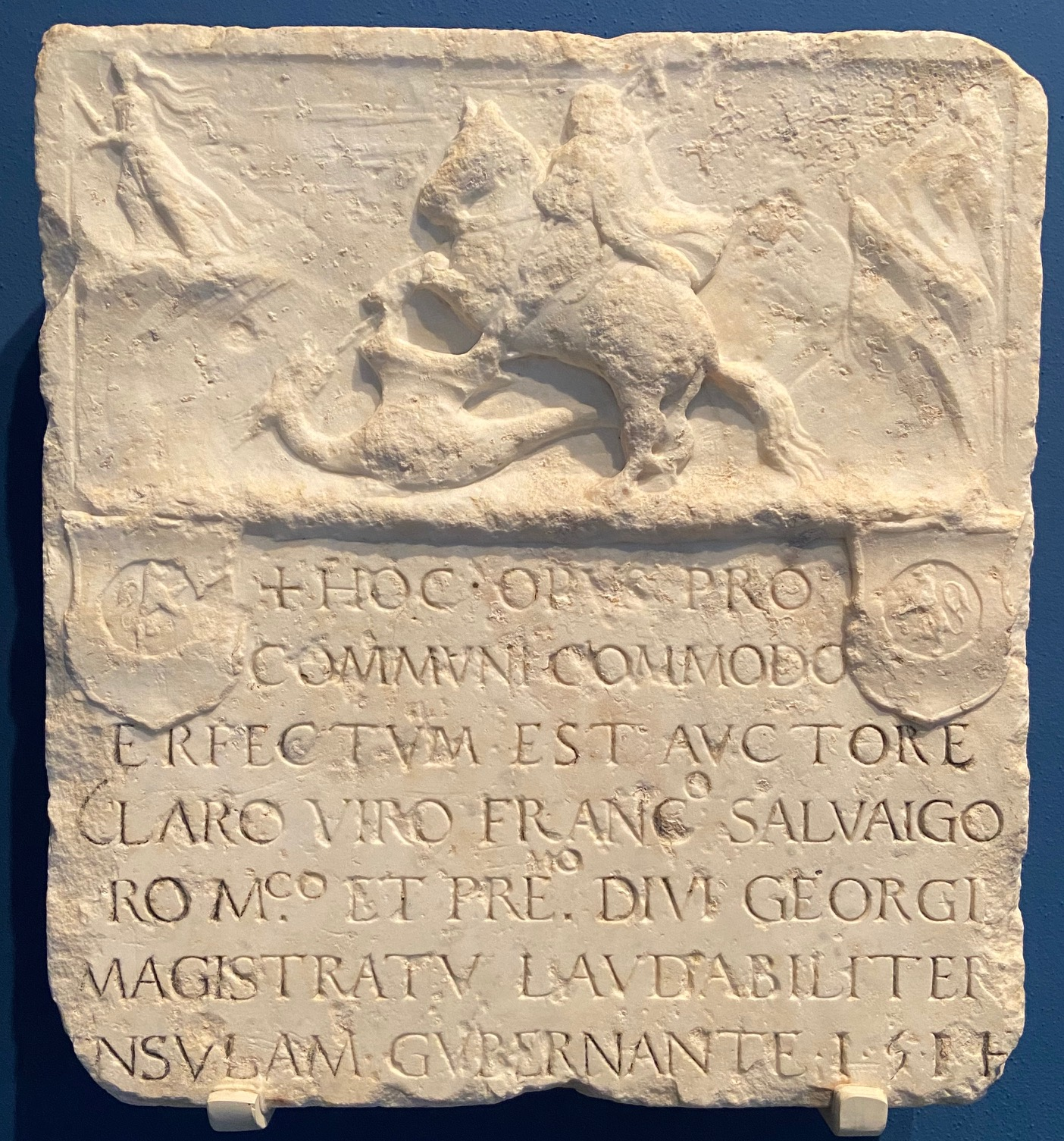
Plaque de fontaine datée de 1514, située rue du Colle à Bastia. L'inscription fait référence au gouverneur Francesco Salvago. On peut y voir saint Georges, patron de Gênes, terrassant le démon.

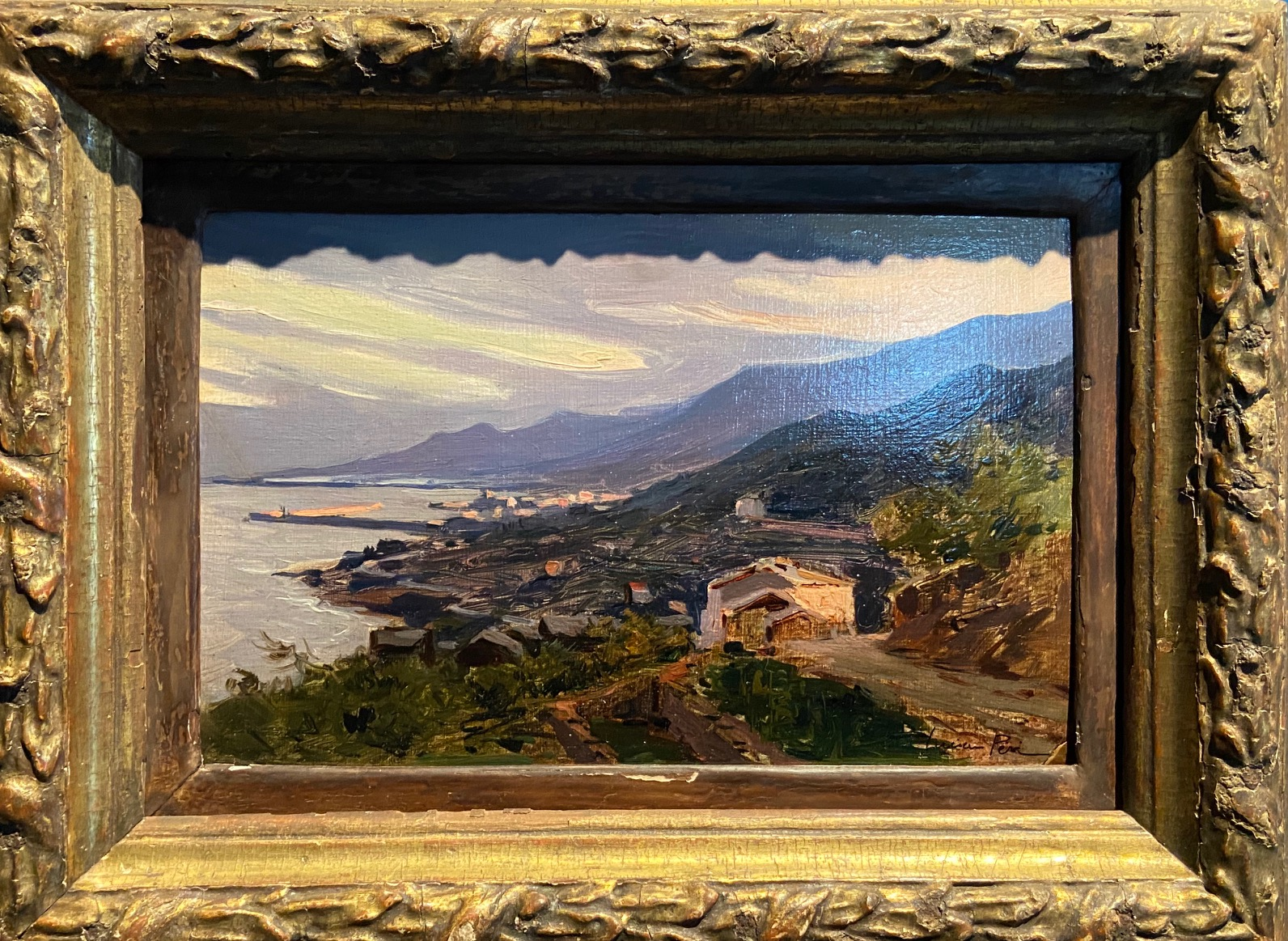
Vue de Bastia, Lucien Peri, 1re moitié du XXe siècle, musée de Bastia

#### salle 2: Les cœurs de Bastia, Terra Vechja et Terra Nova
La ville de Bastia s'articule autour des deux quartiers de Terra Nova, ville haute ceinturée par les remparts de la Citadelle, et Terra Vechja, la ville basse, ville ouverte avec son port. Dès la fin du XVIIIe siècle, ces deux entités deviennent emblématiques de l'identité de Bastia. Ils ont été immortalisés par quantité d'artistes corses, français et étrangers.

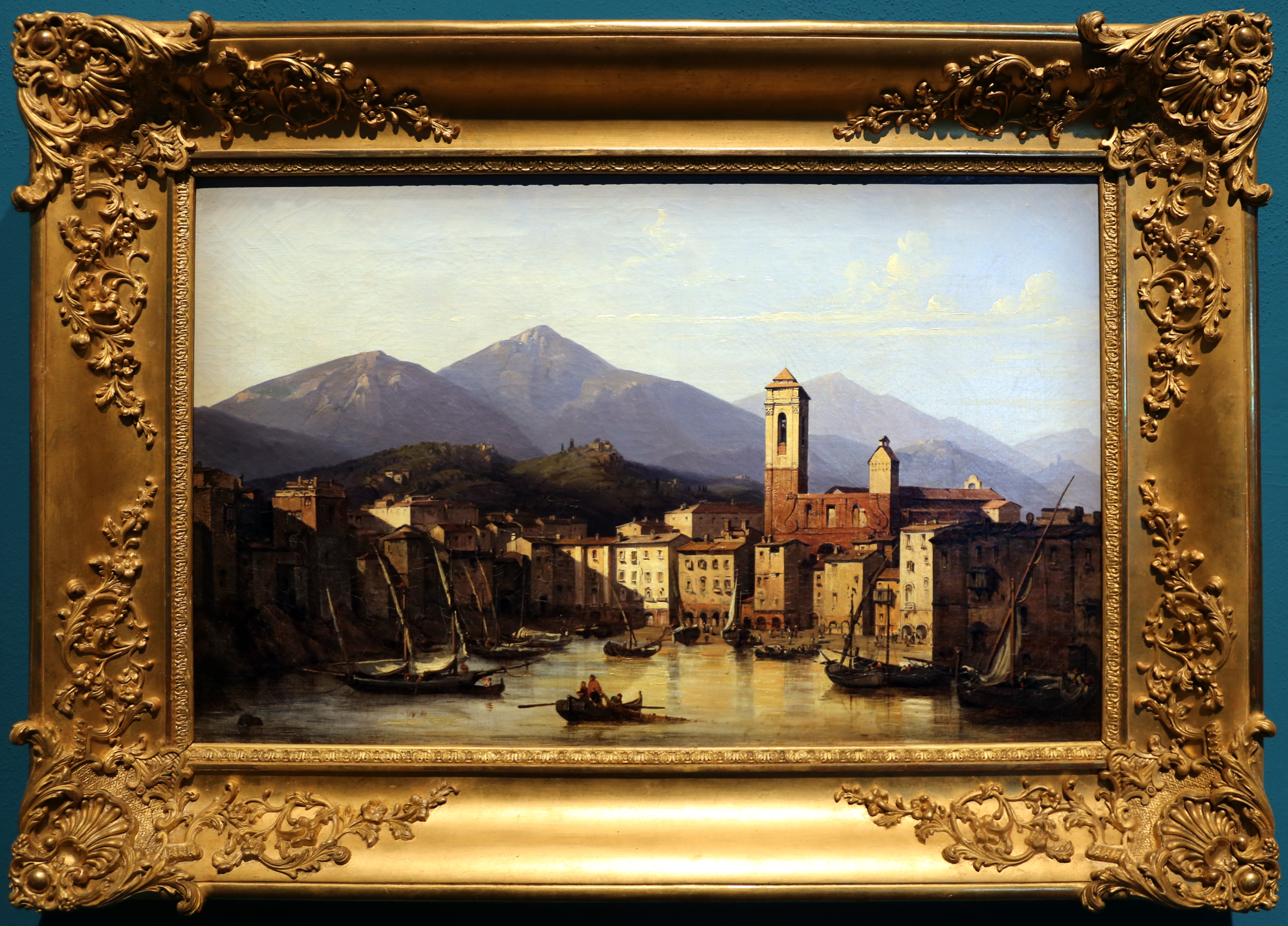
Frédéric Bourgeois de Mercey, vue du Vieux-Port de Bastia, 1839
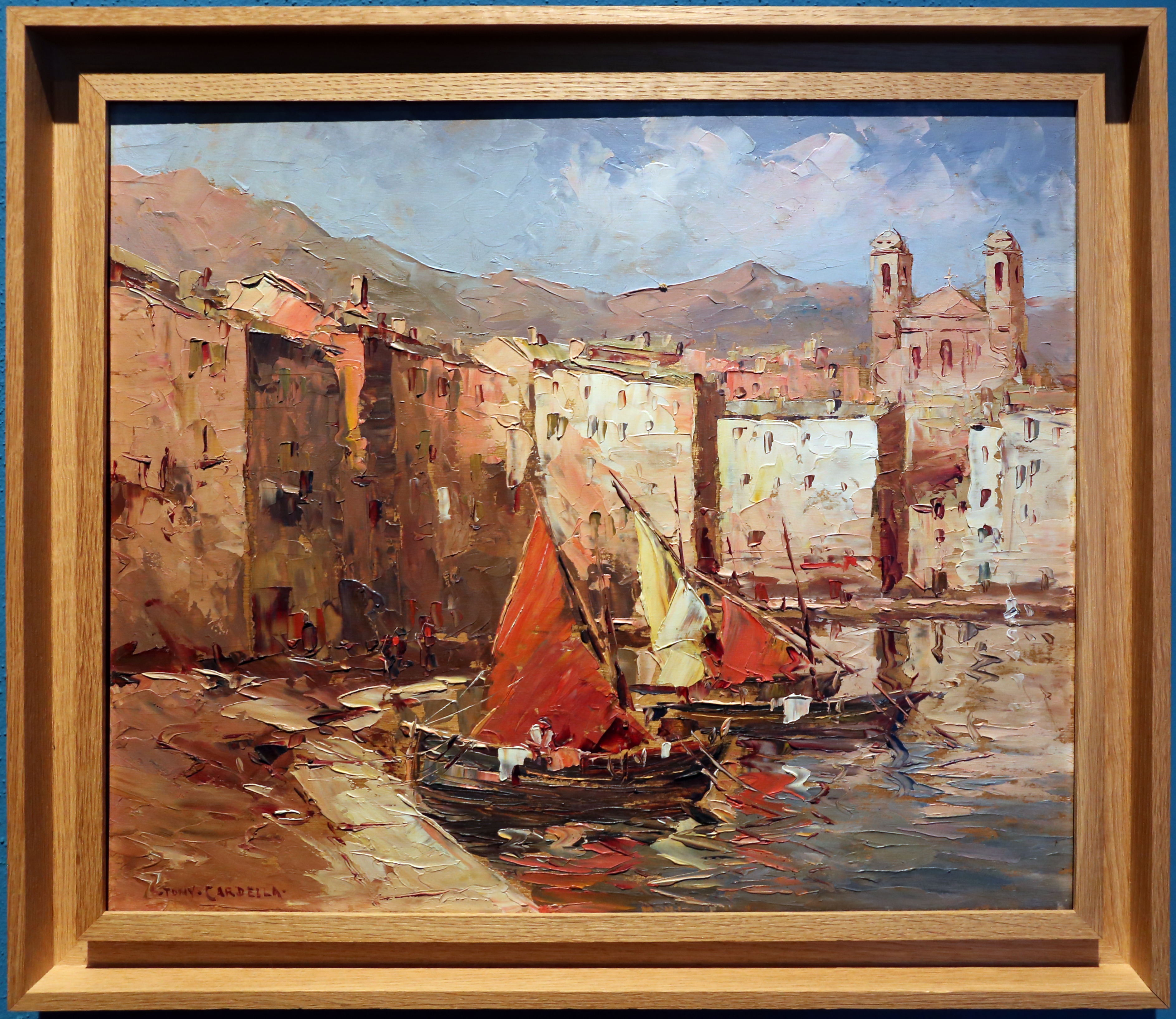
Tony Cardella, vue du Vieux-Port de Bastia, 1938

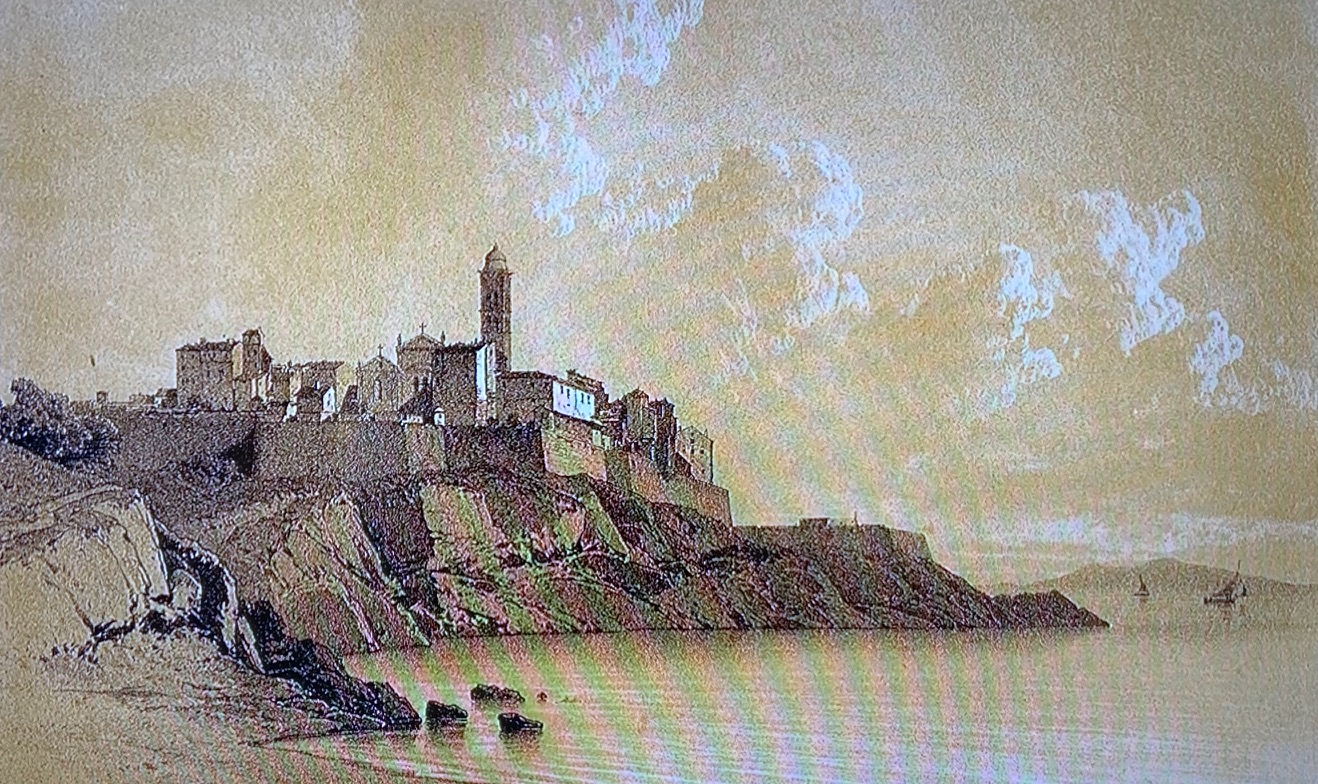
Bastia, lithographie de Bourgeois de Mercey, 1860

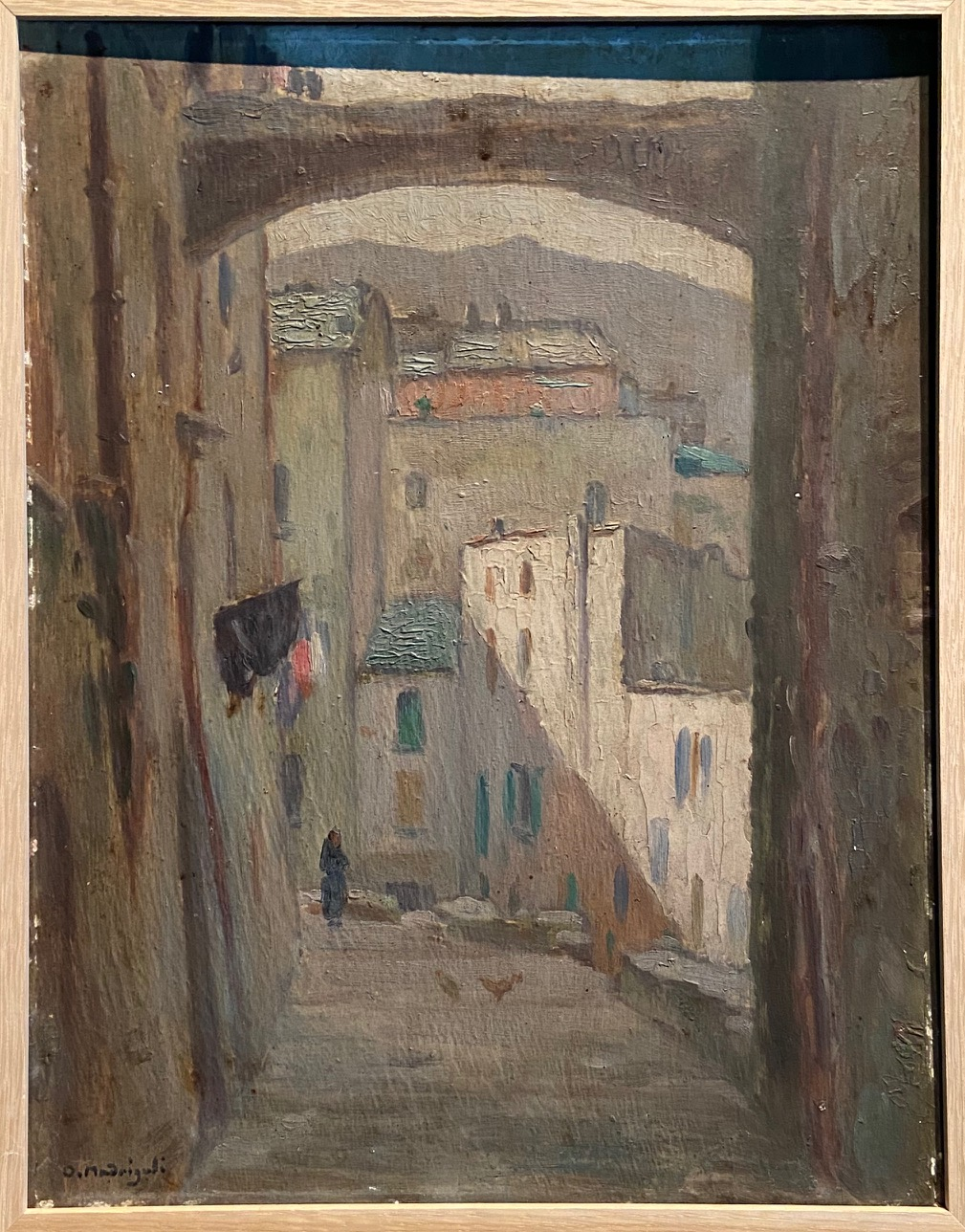
Rue de Bastia, Albert Gillio, 1re moitié du XXe siècle

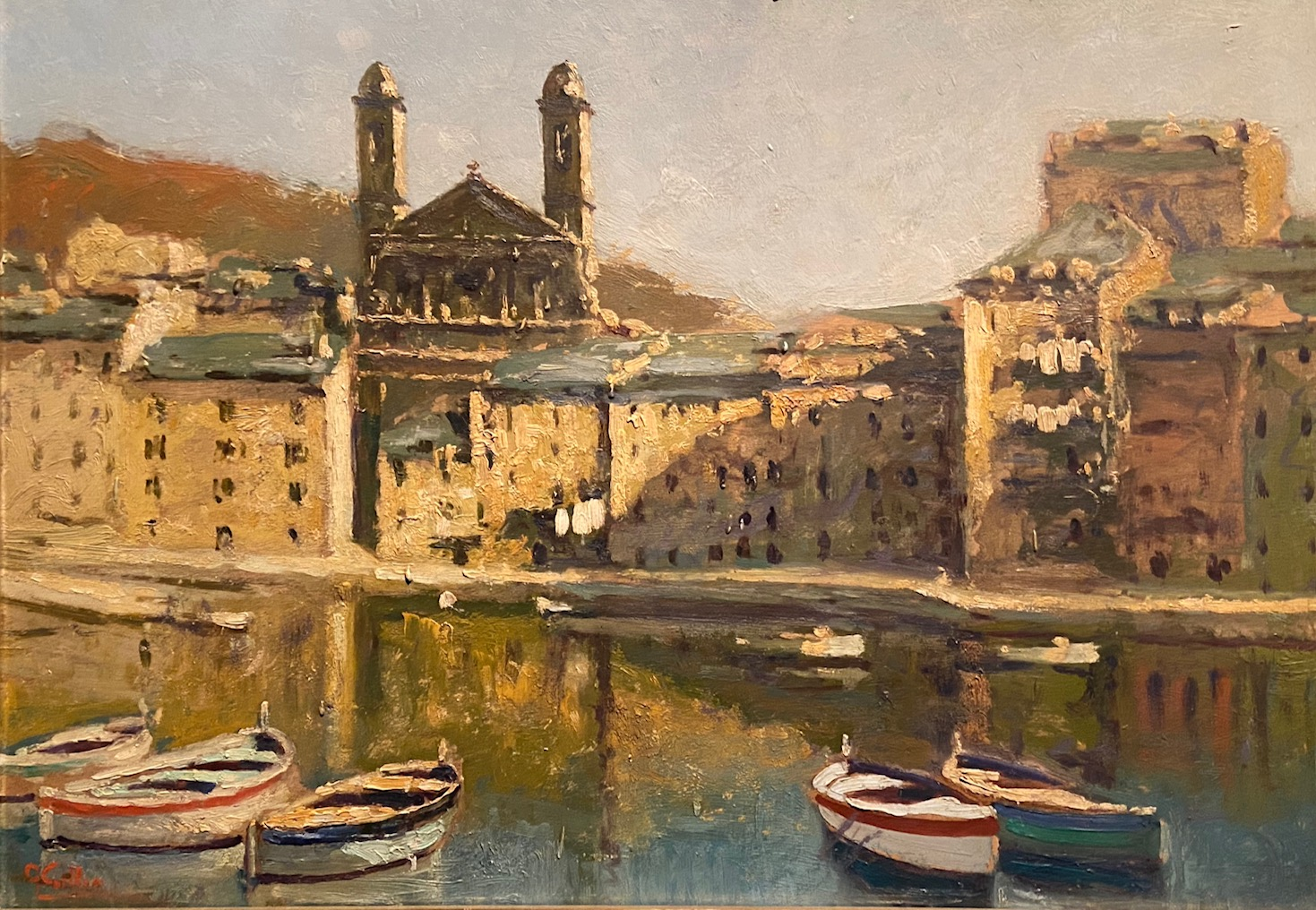
Vue du Vieux-Port de Bastia, Albert Gillio, 2e quart du XXe siècle

#### salle 3: Images d’une ville corse
On peut voir dans cette salle plusieurs œuvres représentant Bastia, comme les tableaux du peintre Albert Gillio (1892-1964).

#### salle 4: Une ville marquée par l'influence ligure
Fondée par les Génois à la fin du XIVe siècle, Bastia reste profondément marquée par l'architecture ligure. Les maisons du Vieux-Port et de la Citadelle en portent encore la trace, comme l'utilisation de l'ardoise noire importée de la région de Lavagna, ou les décors des portails, typiques de la région de Gênes.

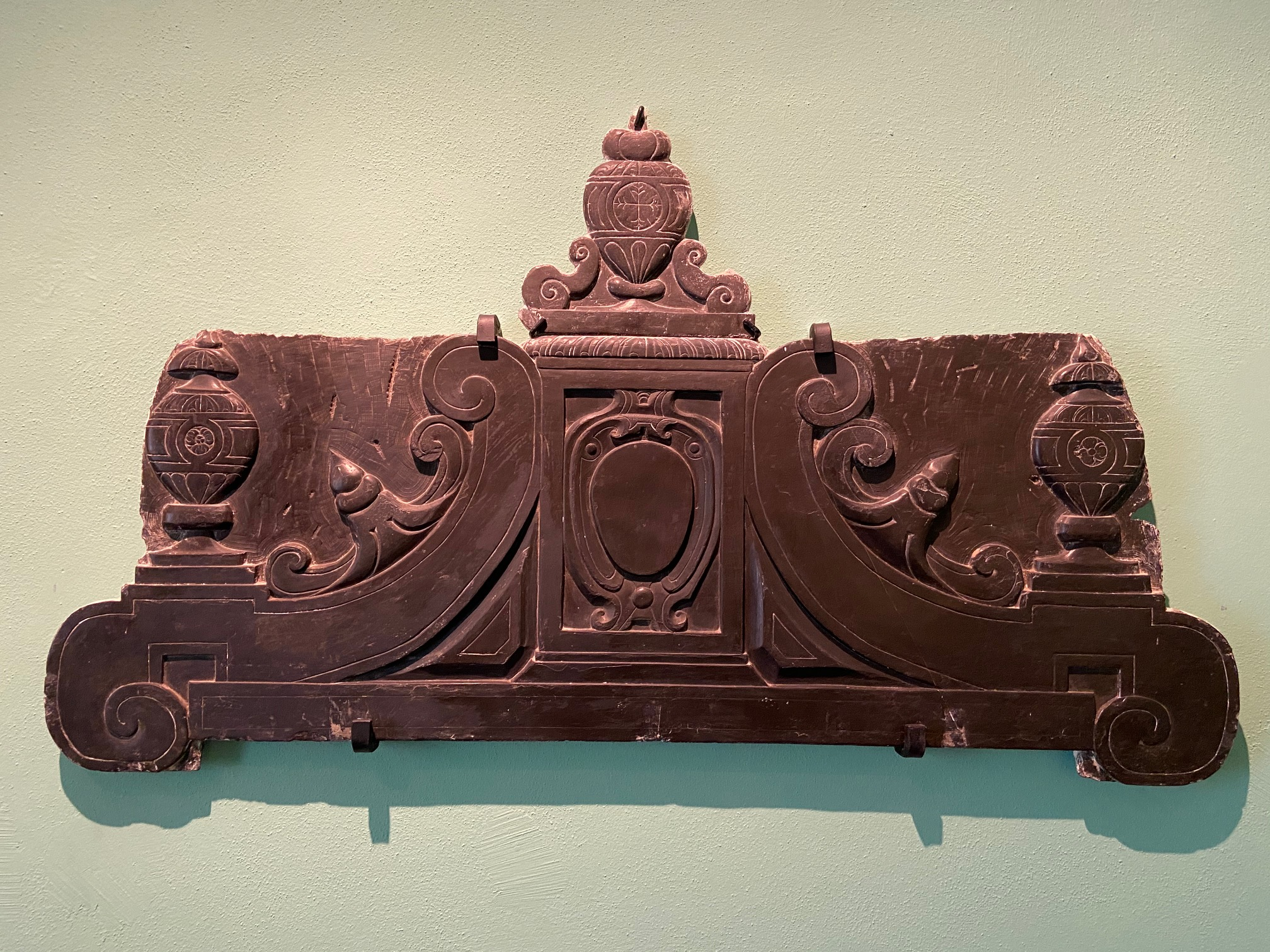
Linteau en ardoise de Lavagna provenant de La Casetta, maison située à La Citadelle

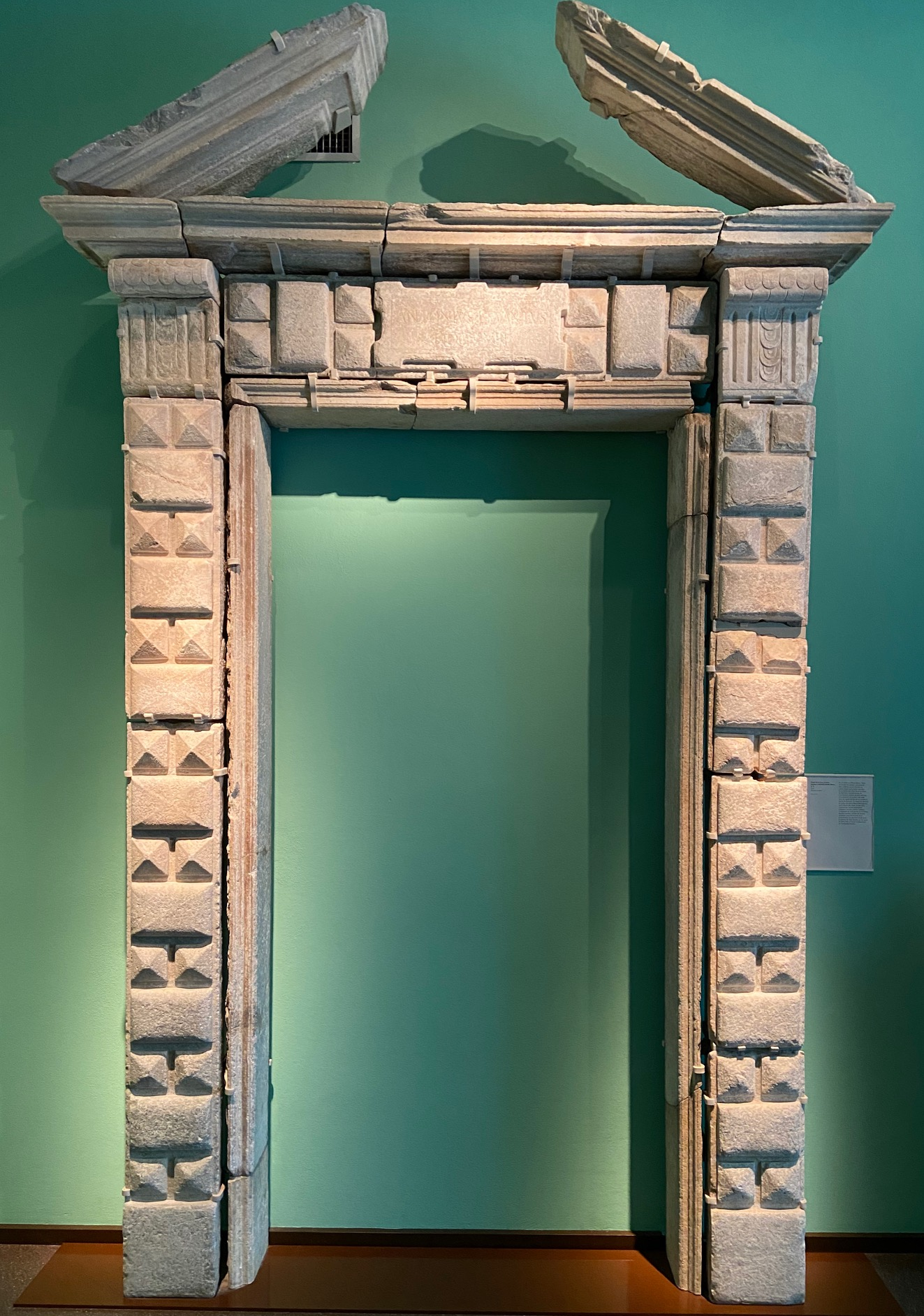
Portail de la maison de la famille Levanto, située dans le quartier du Vieux-Port à Bastia, daté de 1618.

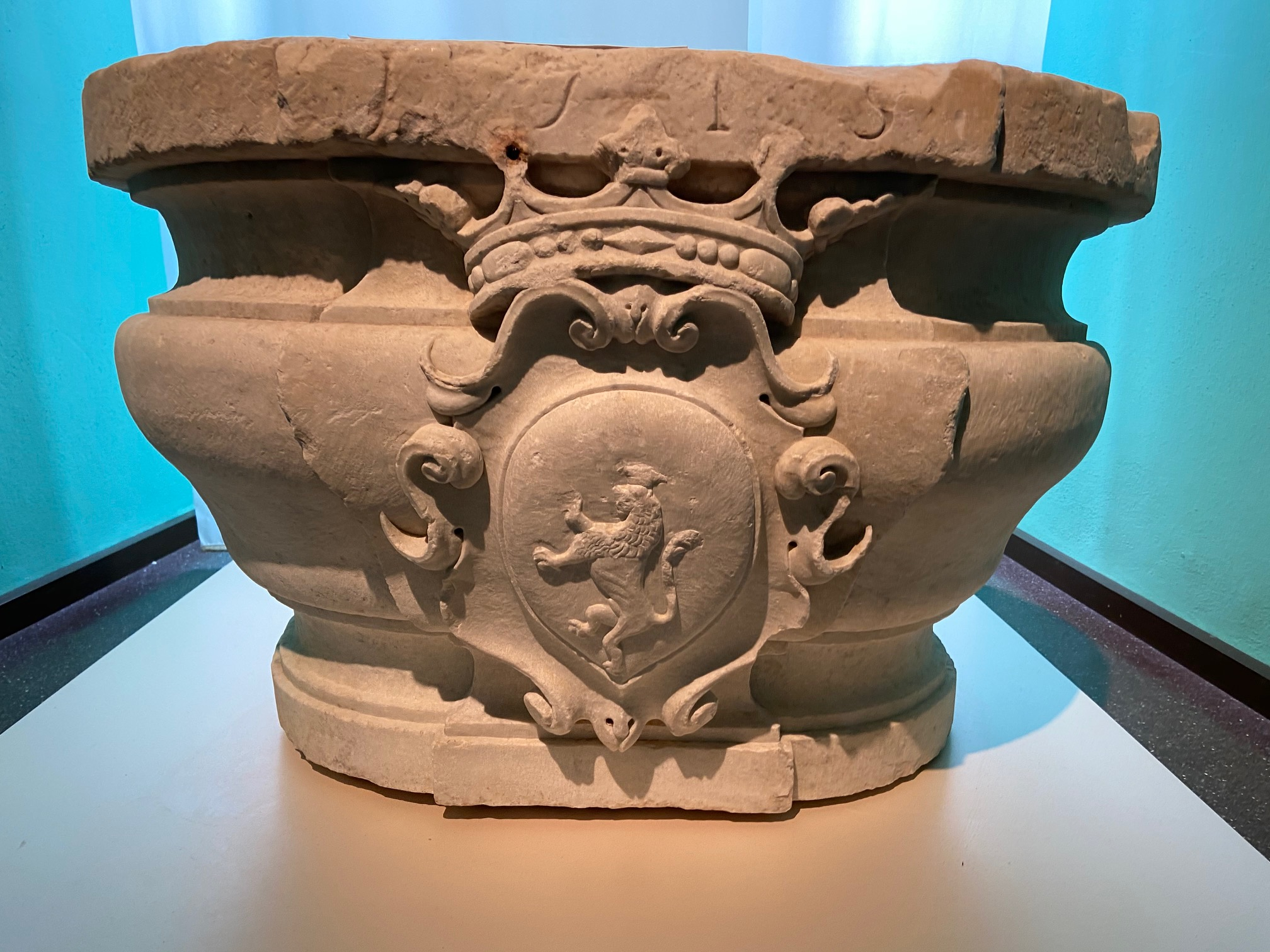
Fontaine en marbre aux armes de la famille de Zerbi, à Bastia, XVIIe siècle

#### salle 5: Un mode de vie urbain italien
De la fin du XVIe siècle au début du XVIIIe siècle, Bastia est l'exemple d'une ville marquée par l'influence italienne. Ville faisant partie du Dominio génois mais tournée vers la Toscane voisine, elle voit se développer une notabilité fortement marquée par l'Italie. C'est l'époque où les jeunes Corses vont se former dans les universités de Pise, Rome ou Bologne.
Cette salle présente mobilier et objets trouvés à Bastia et qui proviennent d'ateliers italiens.

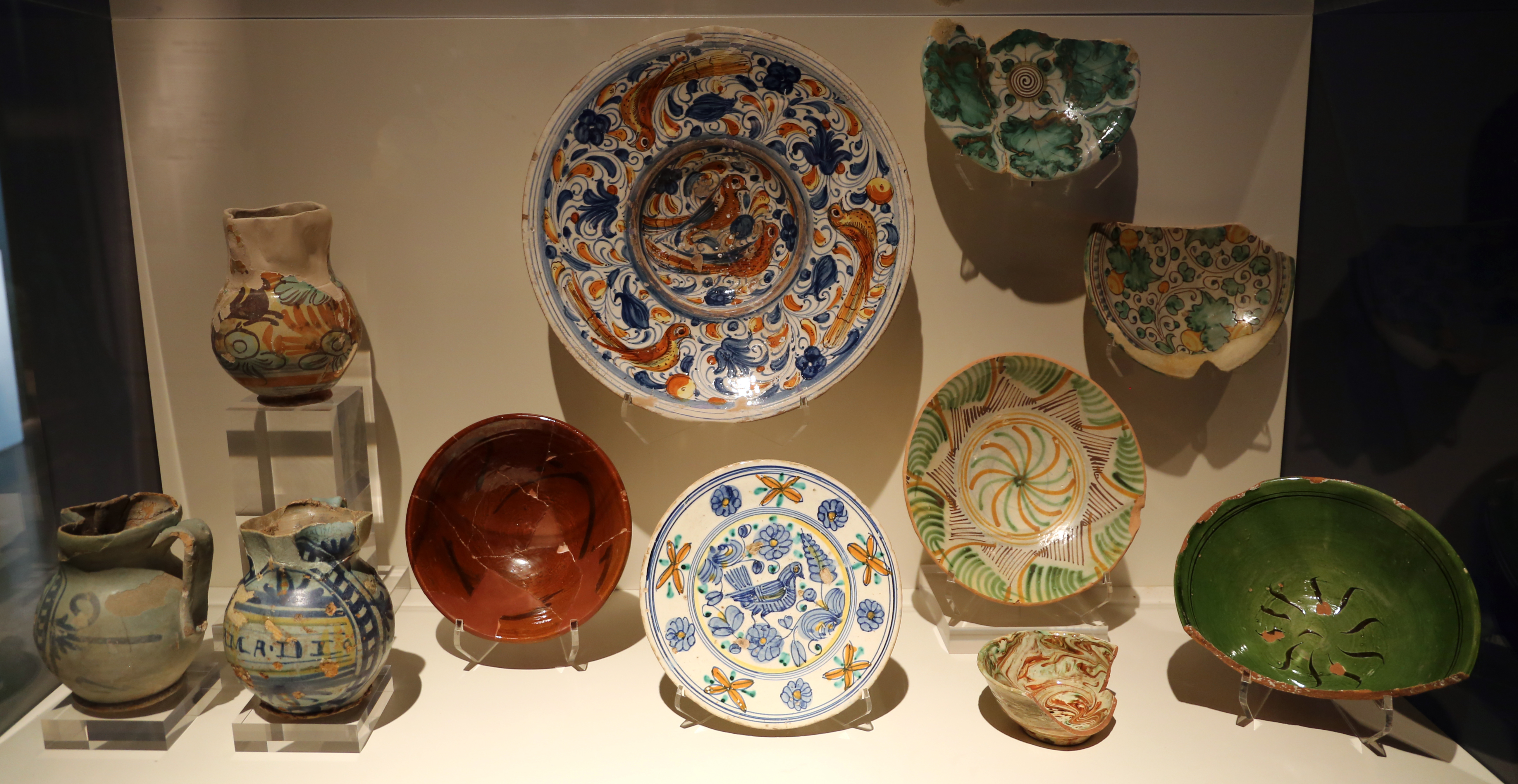
Faïence ligure (Gênes et Albisola) et toscane (Montelupo), du.

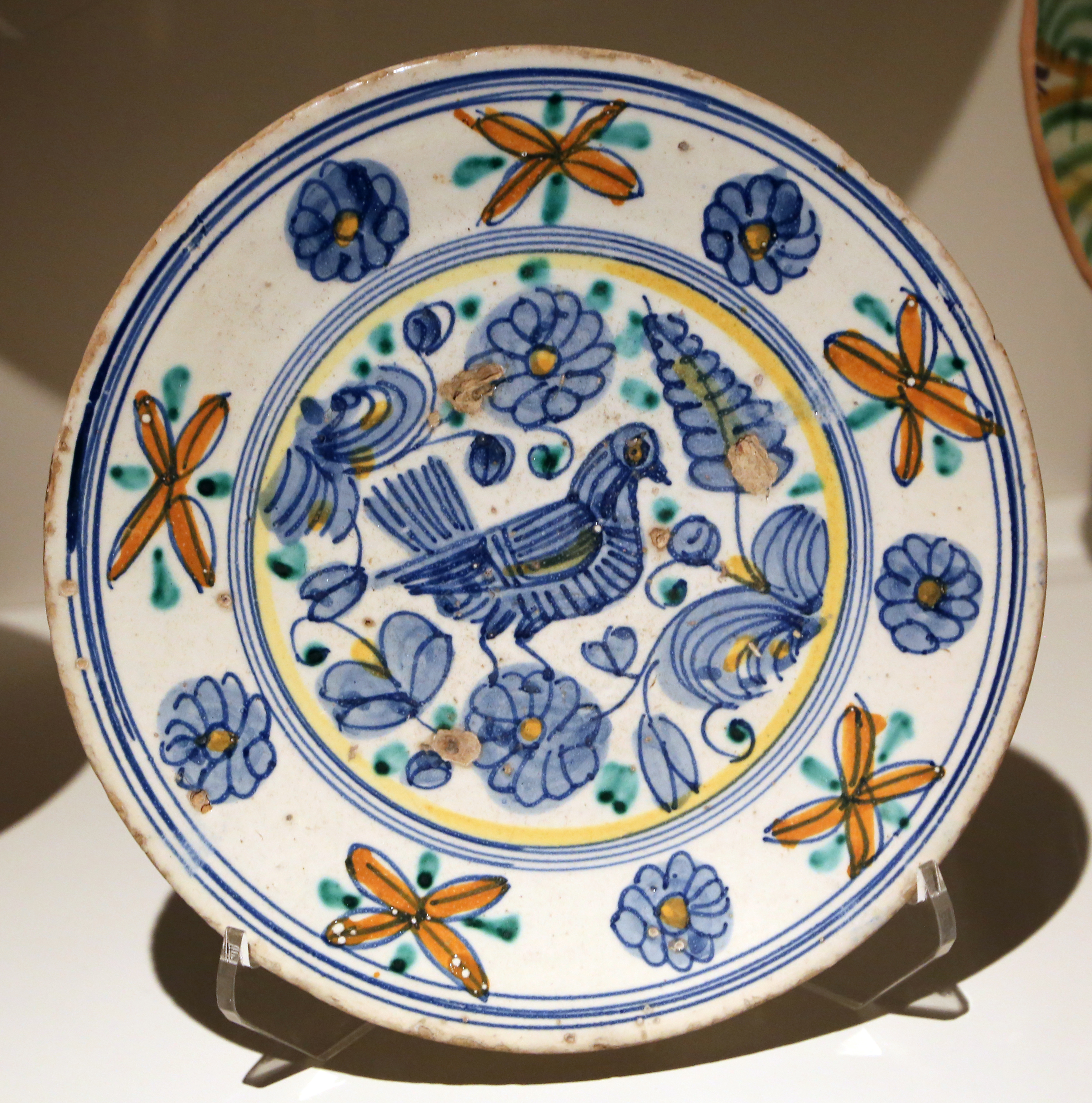
Plat d'Albisola (XVIIIe siècle)
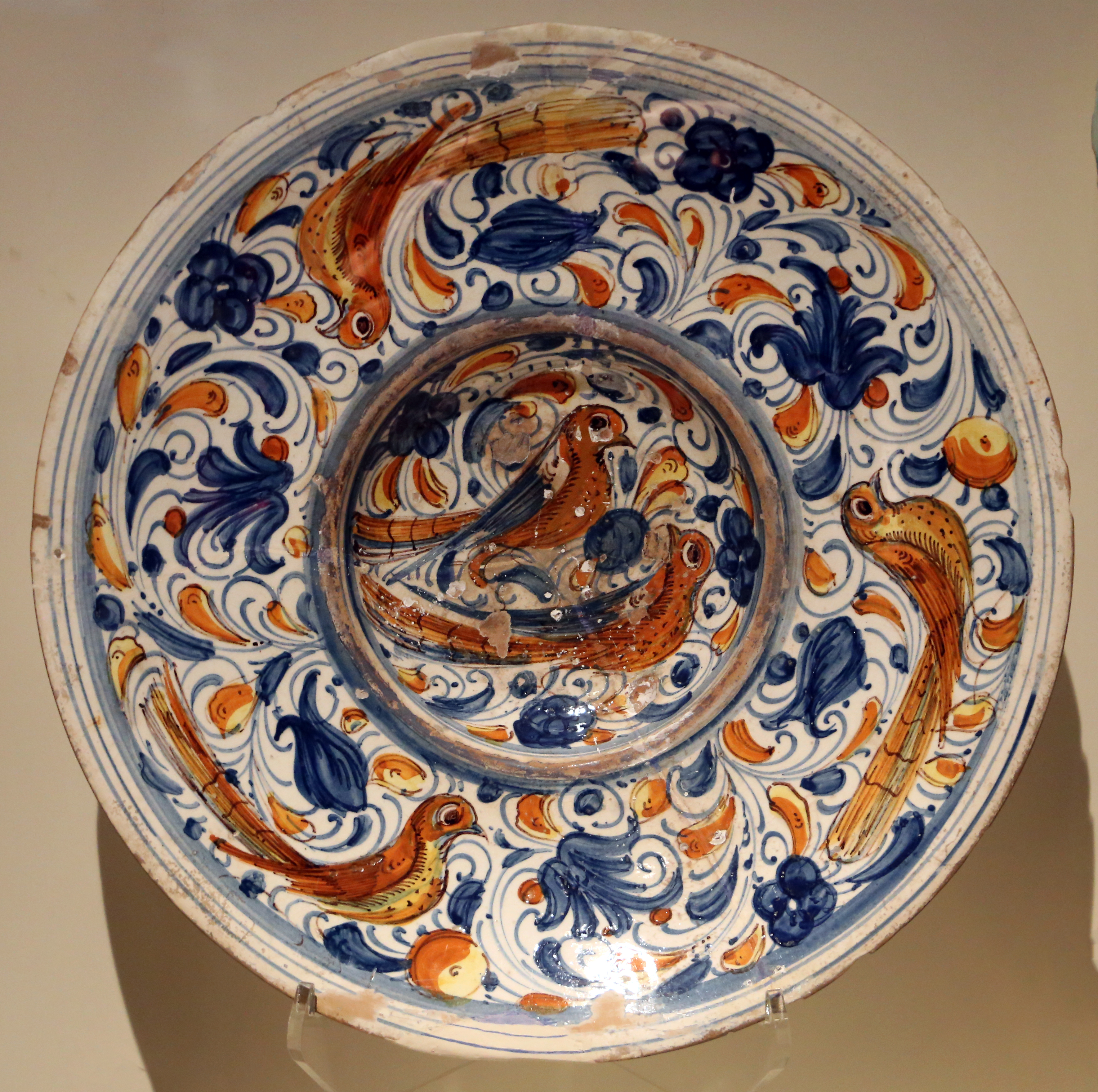
Plat d'Albisola, XVIIIe siècle

### Bastia comme centre des pouvoirs
Les salles situées à l'étage sont consacrées à la place de Bastia comme centre des pouvoirs. Bastia était la capitale de la Corse à l'époque génoise, et le palais était la résidence du gouverneur de la Corse. Les salles suivantes nous montrent la place de Bastia dans les révolutions de Corse, puis à la francisation sous la Révolution puis l'Empire.

#### salle 6: Bastia, capitale de la Corse génoise
Au XIIe siècle, Gênes prend le contrôle de la Corse. La Sérénissime République est à cette époque une puissance incontournable en Méditerranée, qui possède de nombreux territoires : c'est le Dominio génois. À partir de 1562 et jusqu'en 1769, Bastia devient le siège du pouvoir génois. Recruté parmi la noblesse génoise, le Governatore a des pouvoirs considérables. Il veille à l'application d'une législation particulière à la Corse : les Statuti civili e criminali. La population corse est représentée par des notables, les "Nobles Douze" et les "Nobles Six". À partir de 1637, les Génois érigent la Corse en royaume, le Regno di Corsica, dont Bastia devient la capitale. La Corse occupait donc une place particulière au sein du dominio génois. Au début du XVIIIe siècle, des tensions font face. Elles conduiront à la rupture avec Gênes : c'est la guerre de 40 ans (1729-1769).

Les symboles du pouvoir génois
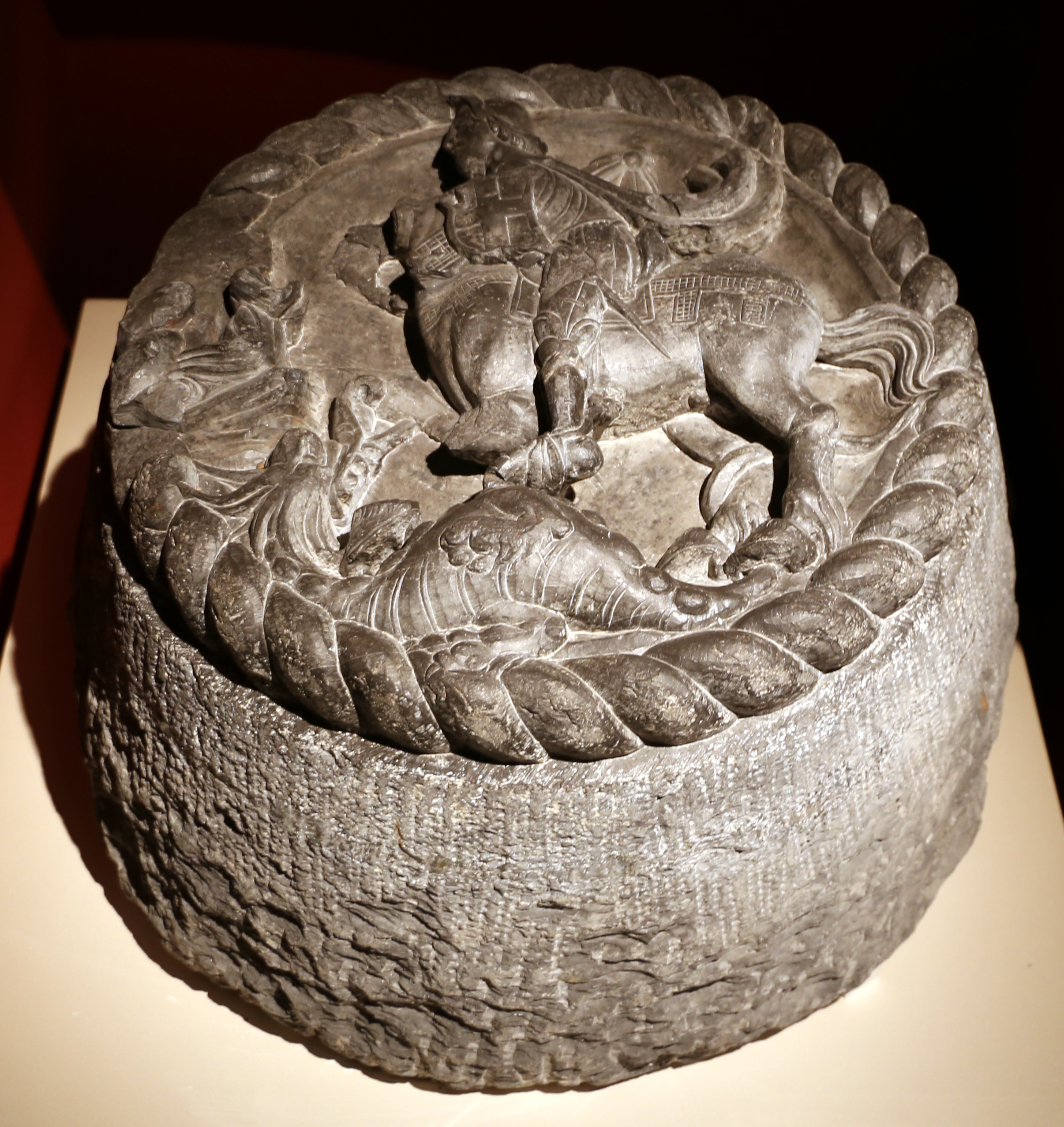
Clé de voûte d'une salle du palais représentant saint Georges terrassant le dragon (XVIe siècle)
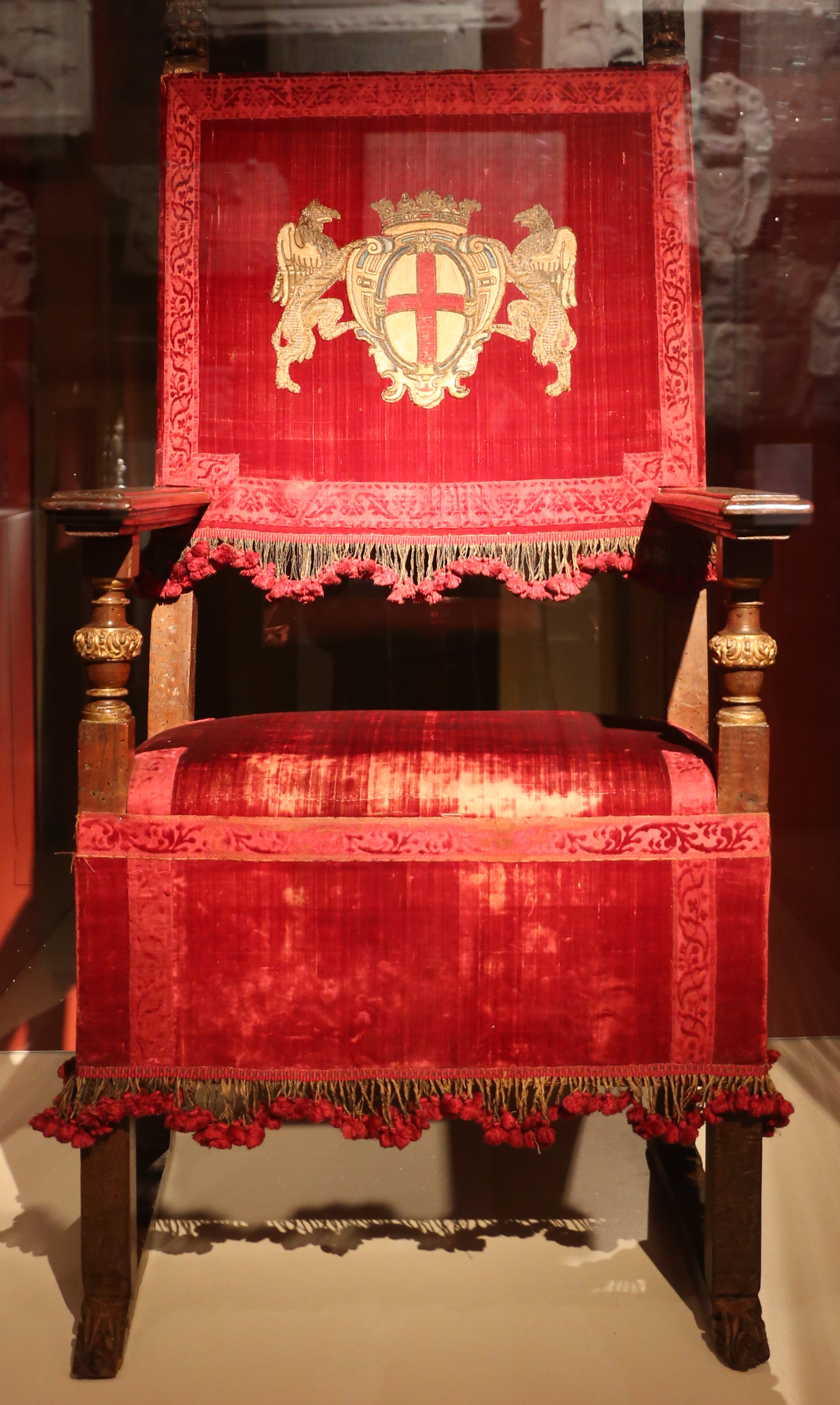
Trône avec l’emblème de la république de Gênes (vers 1575-1600)
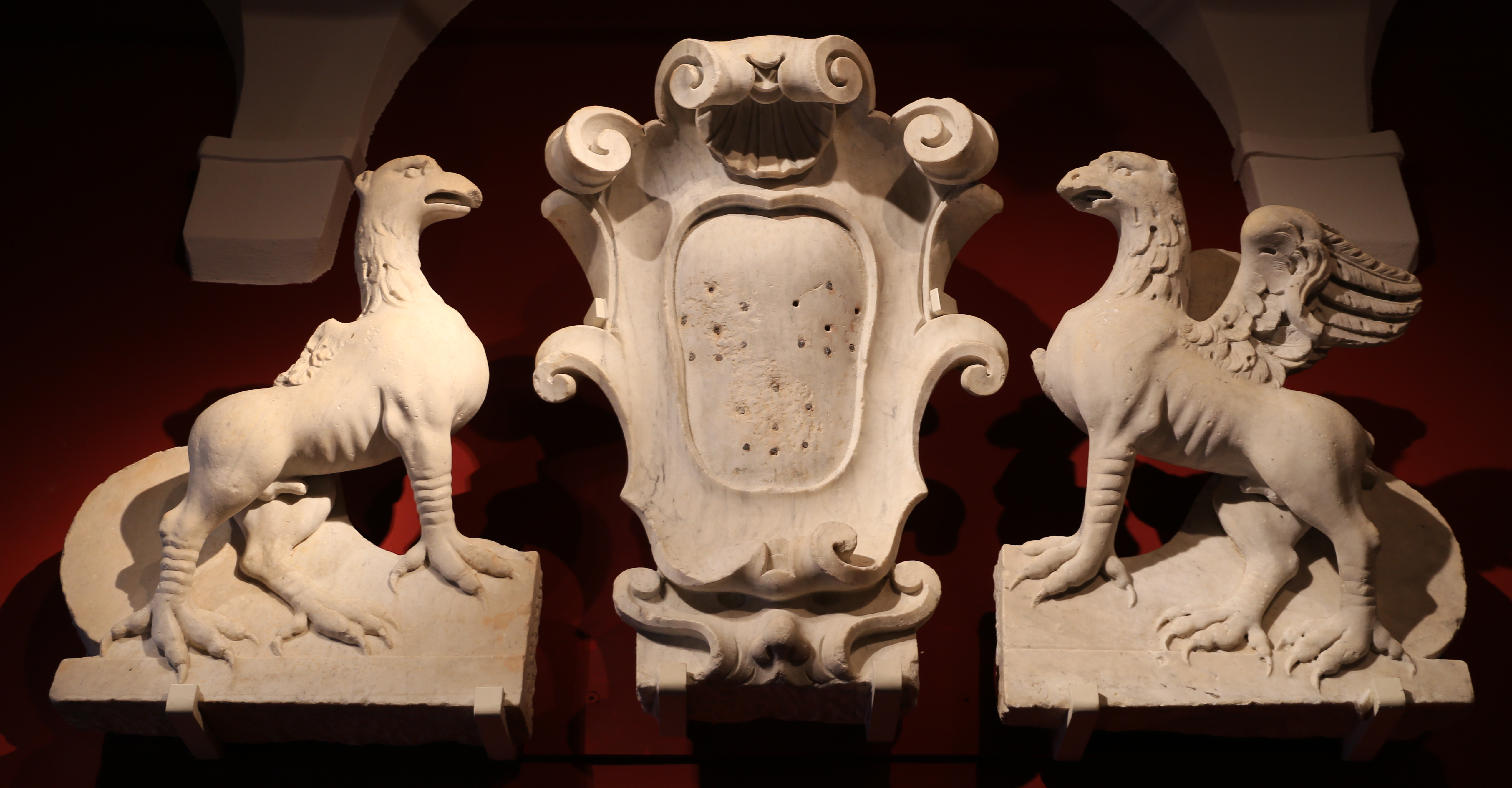
Les armes de la république de Gênes : la croix de Saint-Georges entourée de deux griffons. Ce fronton surmontait la façade de l'église du couvent des missionnaires lazaristes à Bastia (1719).

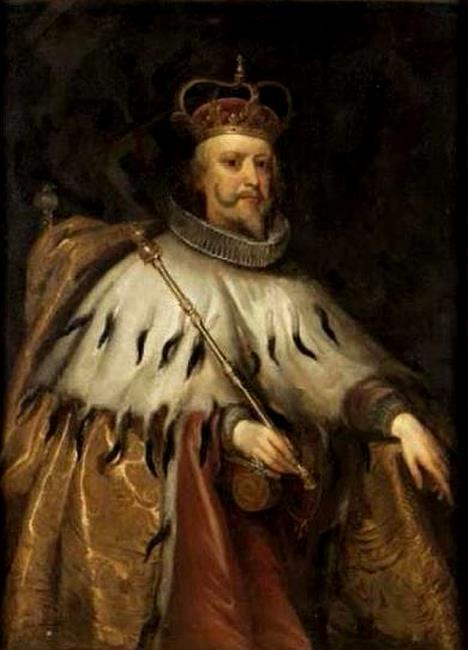
Portrait du doge Luca Giustiniani attribué à Cornelis de Wael (XVIIe siècle), qui portrait le titre de roi de Corse

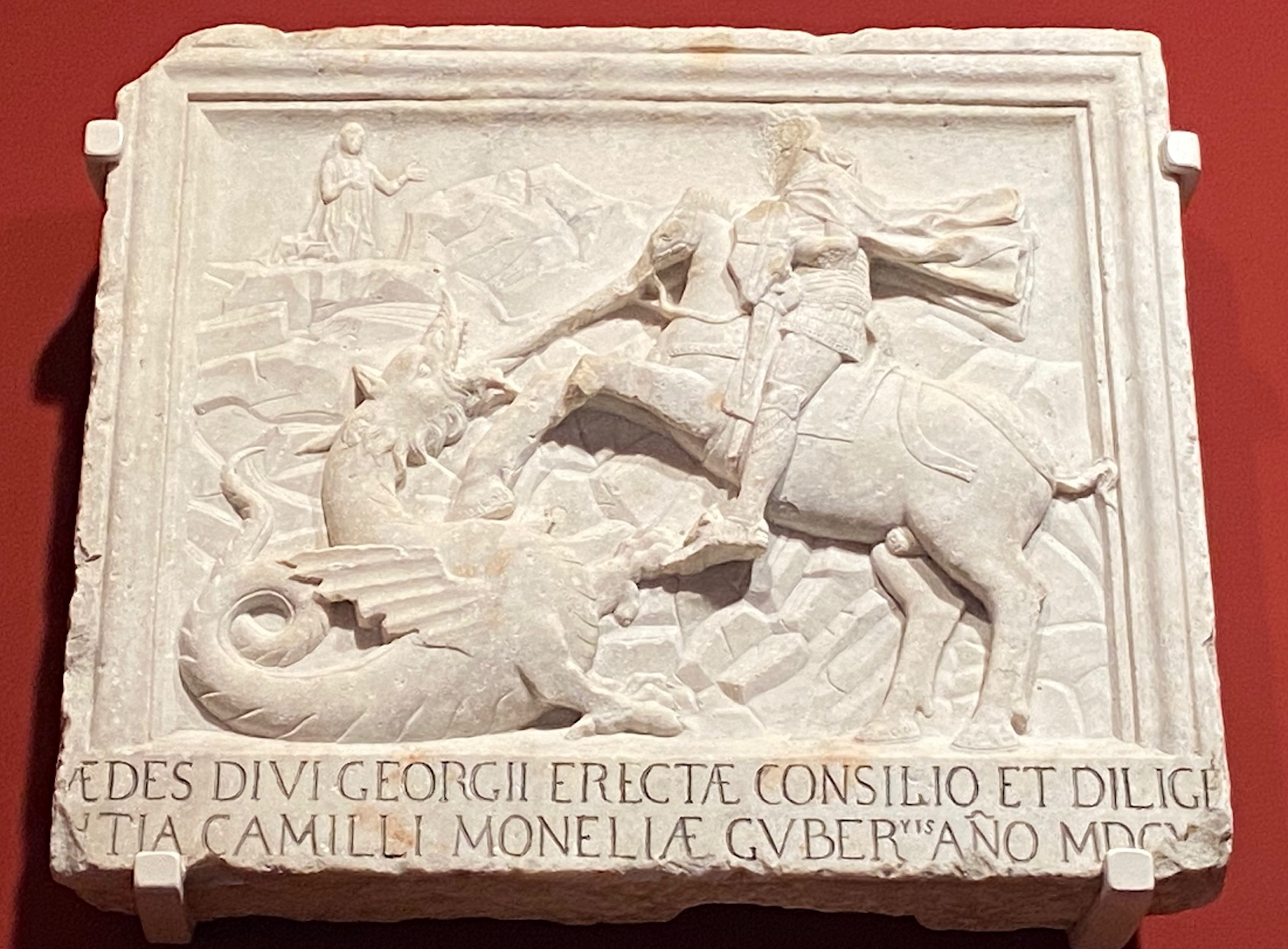
Dédicace au gouverneur Camillo Moneglia, 1619-1620

Le portrait du doge Luca Giustiniani est un tableau réalisé par le peintre hollandais Cornelis de Wael (1592-1667). L'œuvre a été réalisée entre 1644 et 1646. Le doge est représenté en tenue d'apparat : le manteau d'hermine, le pourpre et l'or, mais surtout le sceptre et la couronne nous montrent que le Doge est représenté en tant que roi de Corse. À l'arrière-plan on peut voir les armes de la famille Giustiniani. Ce qui fait dire au directeur du musée de Bastia, Sylvain Gregori : "Dans ce tableau, Luca Giustiniani est en effet représenté en Doge de la République de Gênes mais aussi en roi de Corse comme en témoignent les attributs que sont la couronne, le sceptre et le manteau d’hermine. Ce qui nous permet d’évoquer une partie méconnue de l’histoire de l’île et de mettre en exergue, sous un jour nouveau, les relations de la Corse avec ses territoires périphériques italiens et principalement la Ligurie. Auparavant, Luca Giustiniani lui-même a vécu dans le Palais des gouverneurs puisqu’il a été également commissaire extraordinaire."

#### salle 7: Les élites bastiaises à la période moderne
Lors du passage de la Corse sous la souveraineté génoise, on assiste à une forte immigration ligure dans une île peu peuplée. Dès sa création, Bastia est alors une ville ouverte aux populations corses et génoises. Une véritable mixité se fait jour. Cette intégration se retrouve au sein des élites insulaires. Les grandes familles corses voient leur pouvoir confirmé par l'administration génoise. Les Corses qui démontrent leur attachement à la république de Gênes bénéficient de privilèges (droit au port d'arme, postes dans l'armée ou l'administration etc.). Toutefois, certaines charges sont refusées par le pouvoir génois, ce qui entraine une émigration de la noblesse insulaire. Certaines familles se mettent au service de princes ou d'état étrangers sans rompre avec leurs attaches insulaires.

#### salle 8: Guerres et révolutions auXVIIIesiècle
Le XVIIIe siècle est une période troublée en Corse. À partir de 1729 plusieurs révoltes se déclarent contre Gênes. La république fait alors appel à l'aide de l'Autriche puis de la France qui ne réussiront pas à faire revenir la paix. Ces révoltes conduiront à la création d'un état corse indépendant en 1755, sous l'égide de Pascal Paoli. Corte devient alors la capitale de la Corse. Mais en 1769 après une conquête militaire la France s'impose en Corse. Paoli est contraint à l'exil à Londres. En 1794, à sa demande, les anglais interviendront en Corse. C'est l'époque de l'éphémère Royaume anglo-corse (1794-1796).

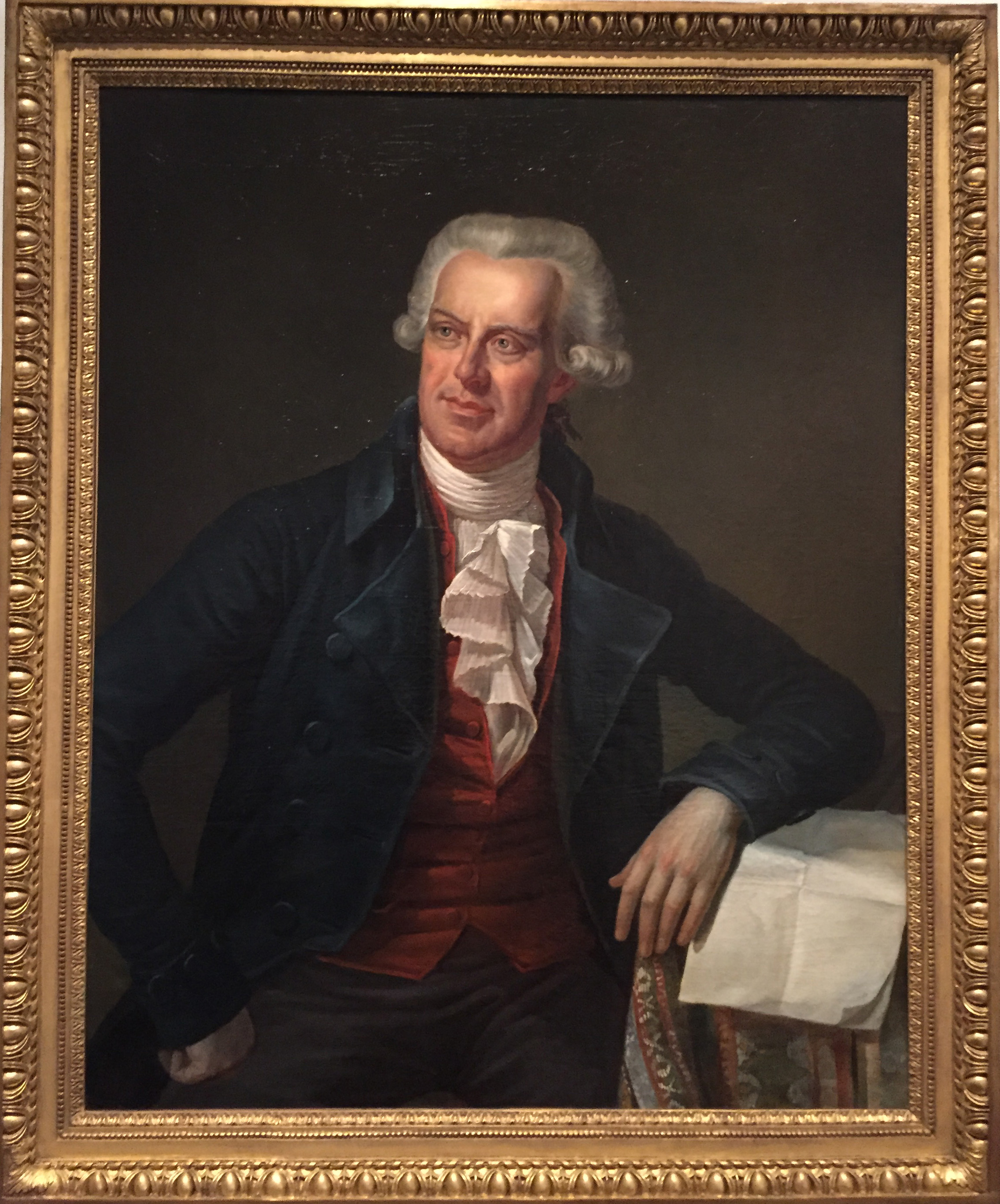
Portrait de Pascal Paoli par Ignace-Louis Varese (XIXe siècle)
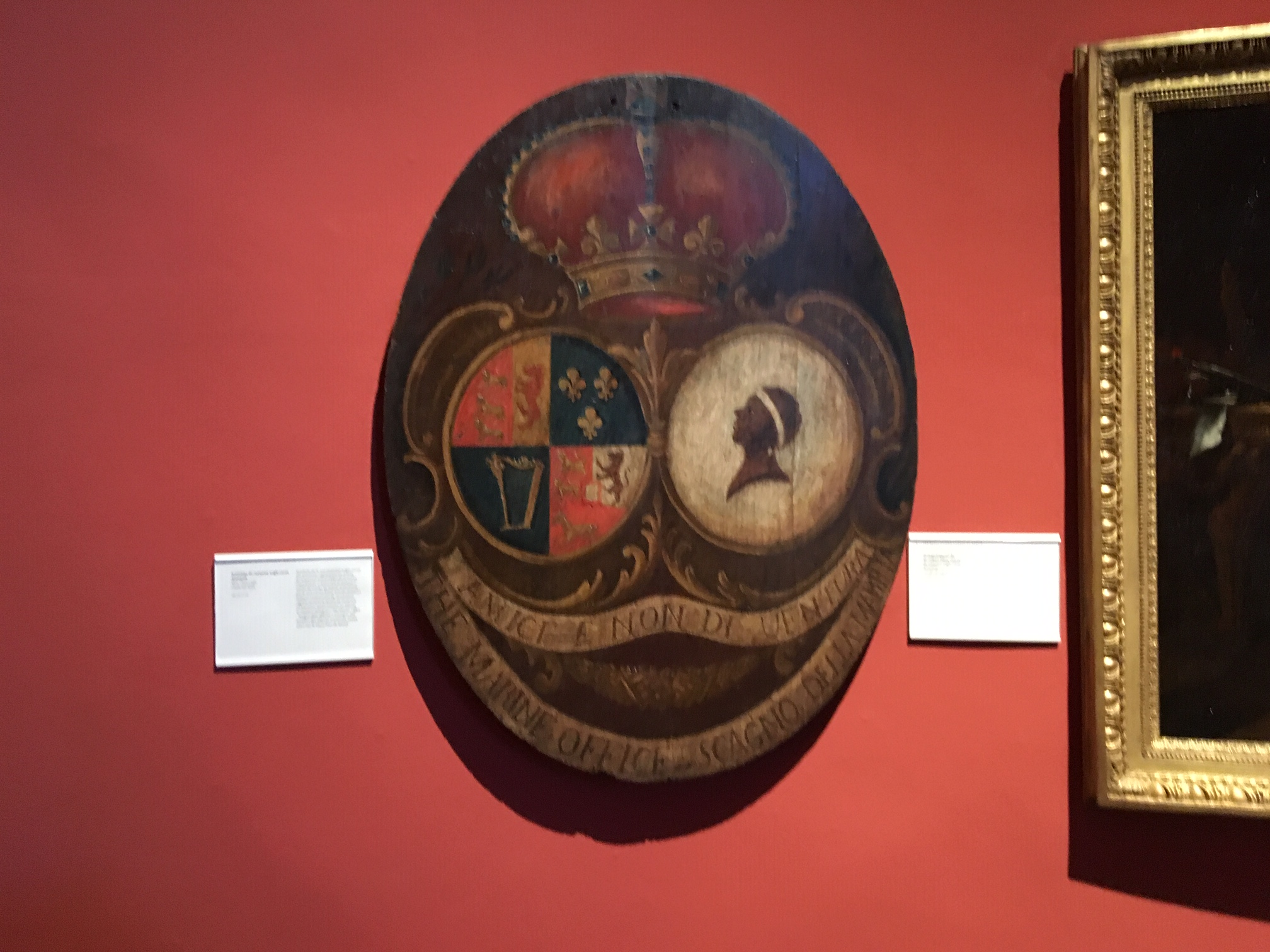
Emblème du Royaume anglo-corse

#### salle 10 : Bastia, cità marittima

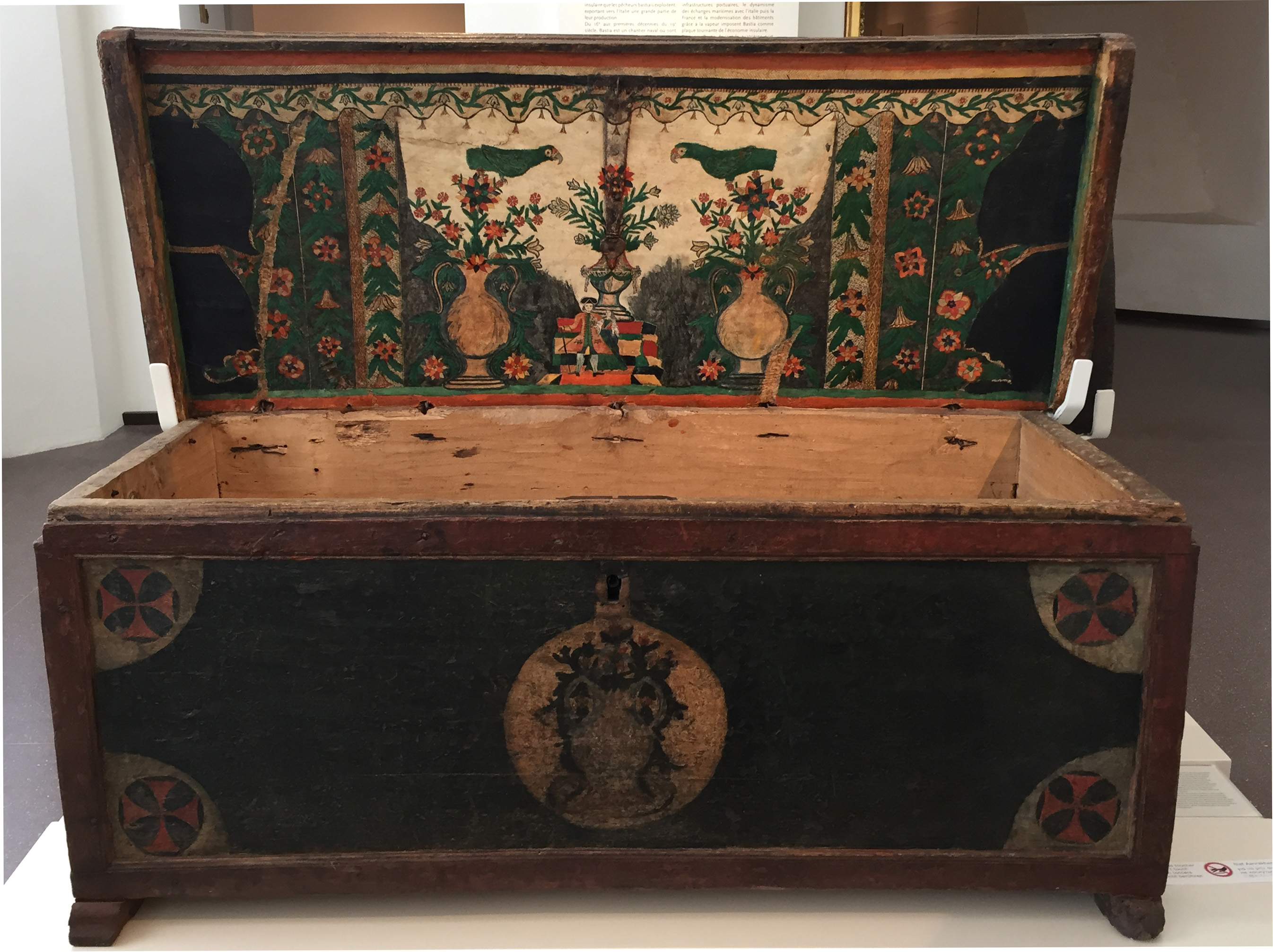
Coffre de marin du Cap-Corse

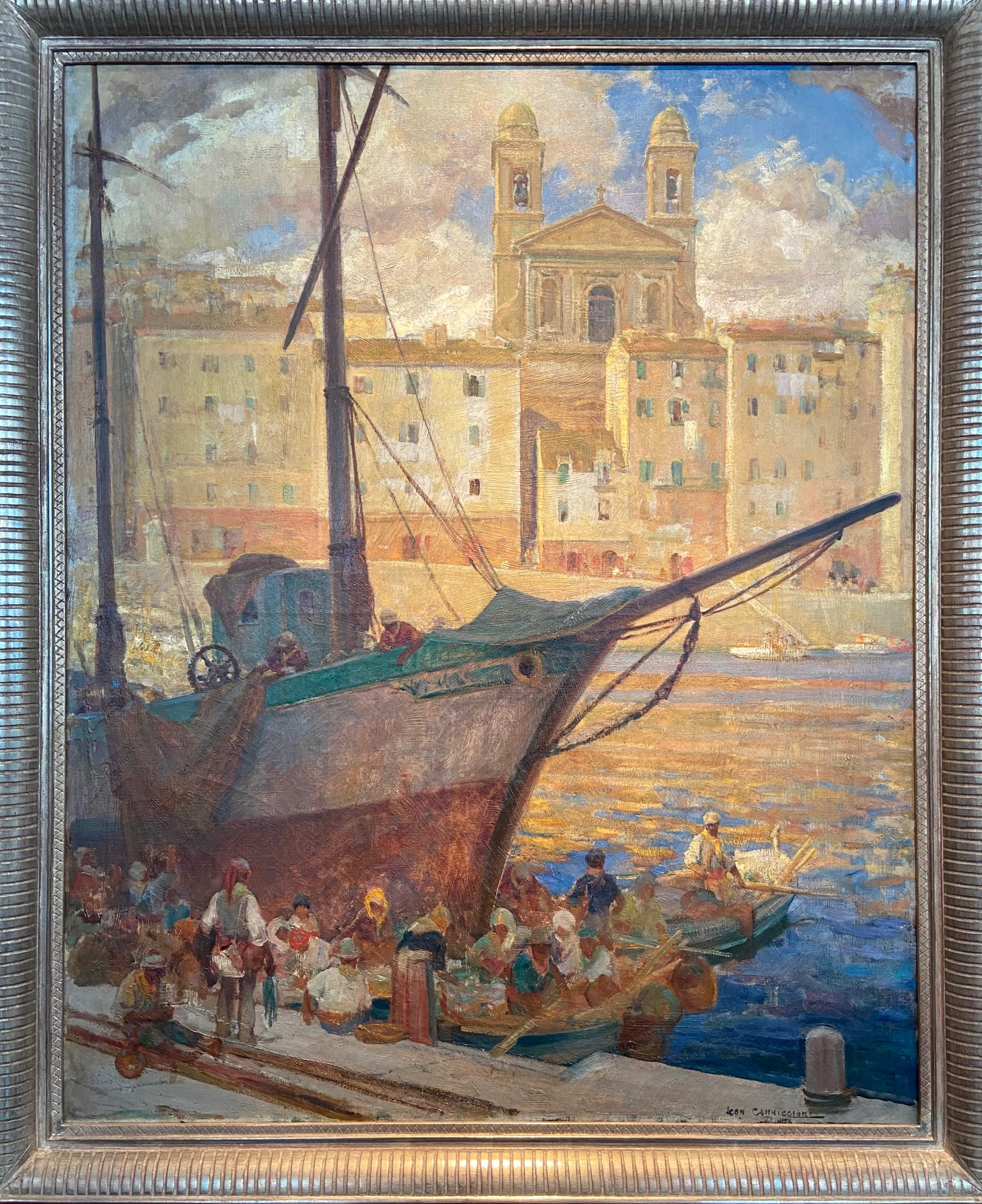
Vue du Vieux-Port de Bastia, Léon Charles Canniccioni, 1938

#### salle 12: L’influence génoise dans l’art religieux corse
Capitale de la Corse génoise, Bastia était un important lieu de création artistique aux XVIIe et XVIIIe siècles. Dans toute l'île sont passées des commandes à des grands peintres génois pour embellir les lieux de culte, comme Giovanni Battista Paggi, Giuseppe Badaracco ou Domenico Piola. Leurs tableaux deviennent des modèles pour les peintres de l'école corse. Dans toute la Corse se diffusent des dévotions typiquement génoises, comme celle consacrée à Notre-Dame de Savone au XVIIe siècle. Elle témoigne de l'influence ligure et renvoie à l'intégration de la Corse à l'aire italienne.
En 1536 la Vierge est apparue à un paysan de la région de Savone, Antonio Botta. Le clergé a reconnu cette apparition, et une église est bâtie à Savone. Une statue réalisée par Pietro Orsolino en 1560 est placée dans l'église. Le sanctuaire devient lieu de pèlerinage et le culte de Notre dame de Savone se répand très vite. La Corse n'échappe pas à ce phénomène. C'est le cas à Ajaccio (A Madunnuccia) et à Bastia, où une statue de A Madunnetta est installée sur le Vieux-Port où elle apporte sa protection aux marins et aux pêcheurs. Une copie est toujours visible actuellement.

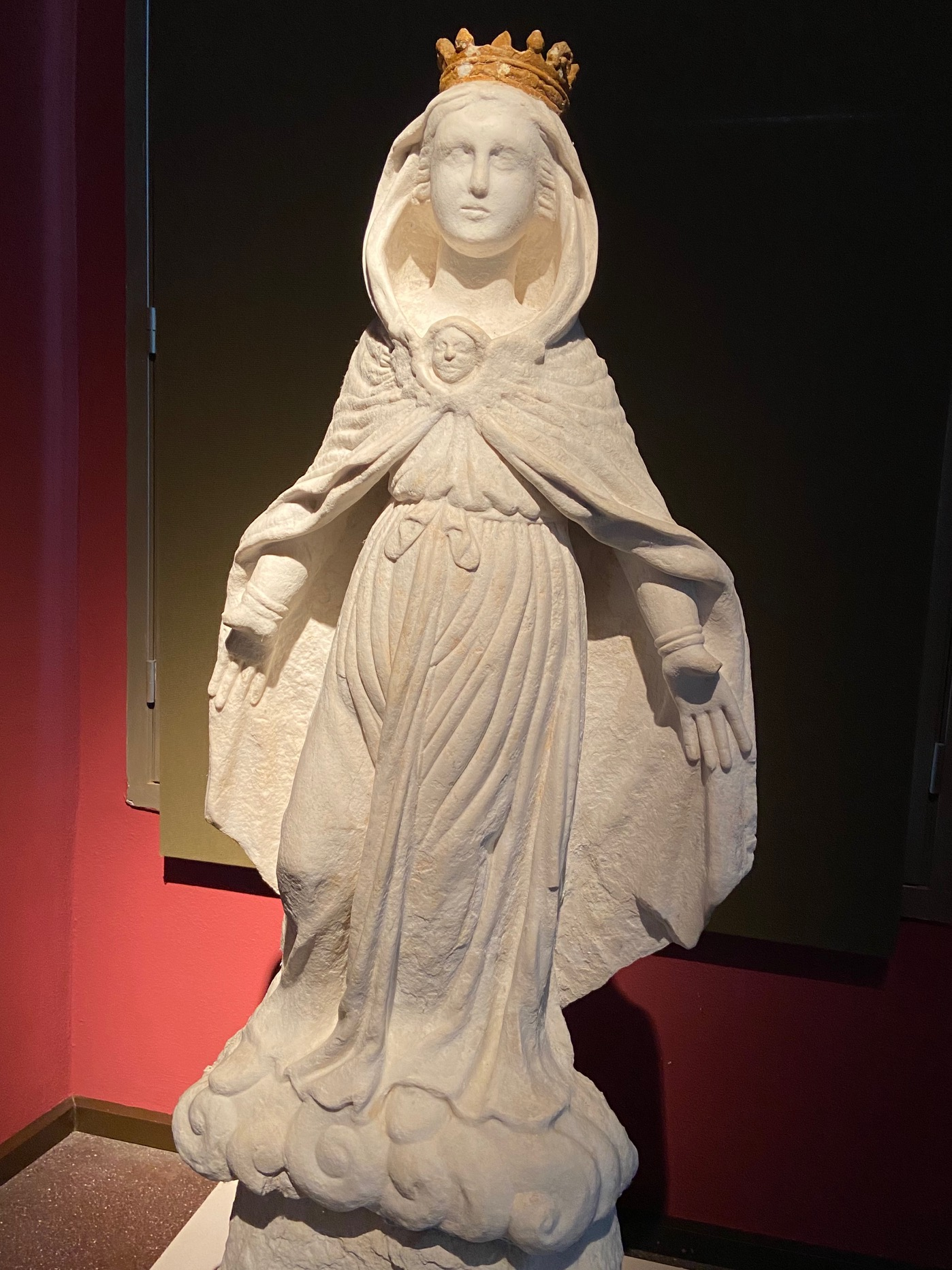
A Madunnetta, Notre-Dame de Savone, statue en marbre sculpté, école génoise, vers 1670-1671

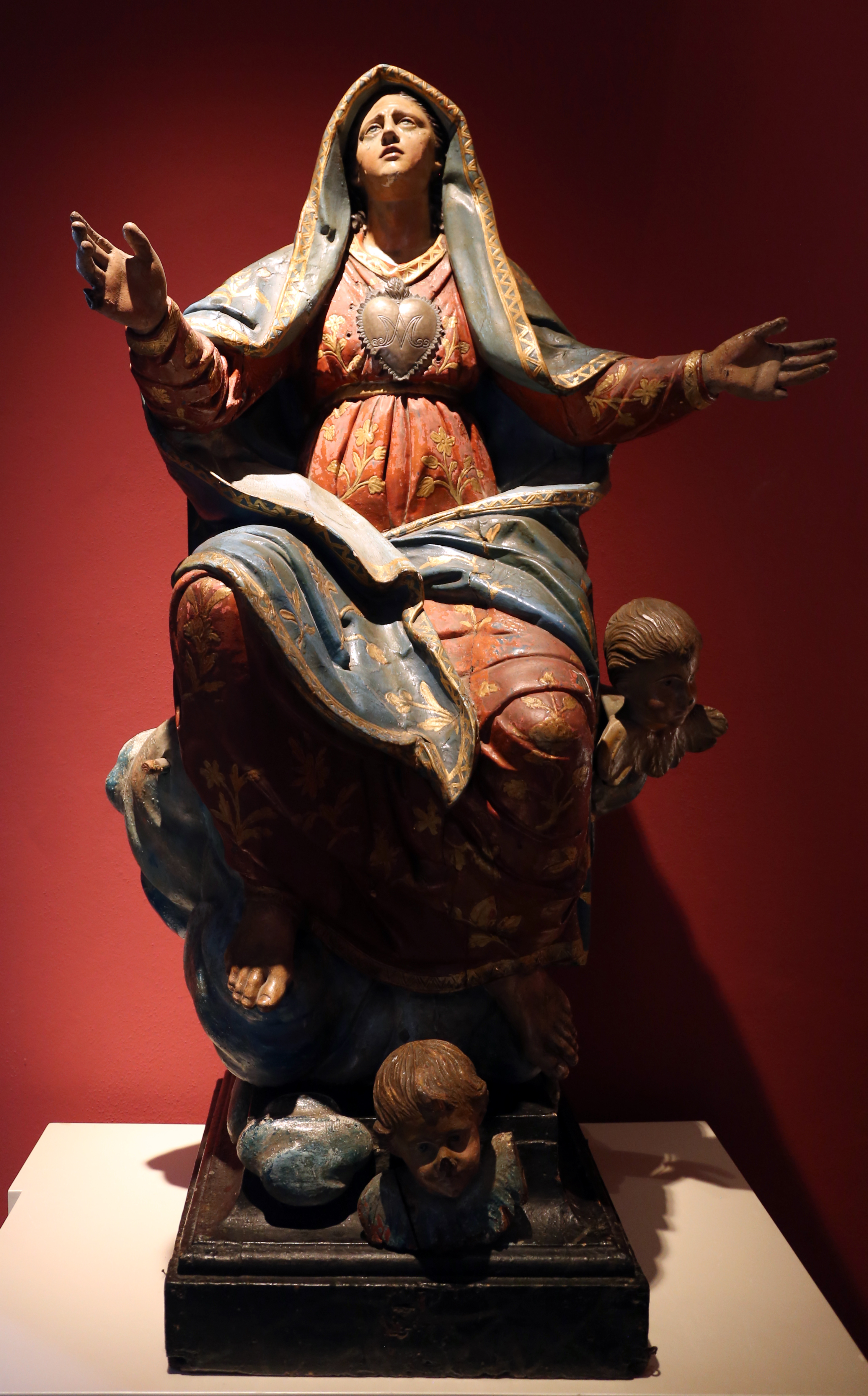
Notre Dame des sept douleurs, École génoise, XIXe siècle, sculpture sur bois.

#### salle 13 : Un art religieux corse, cultes et dévotion

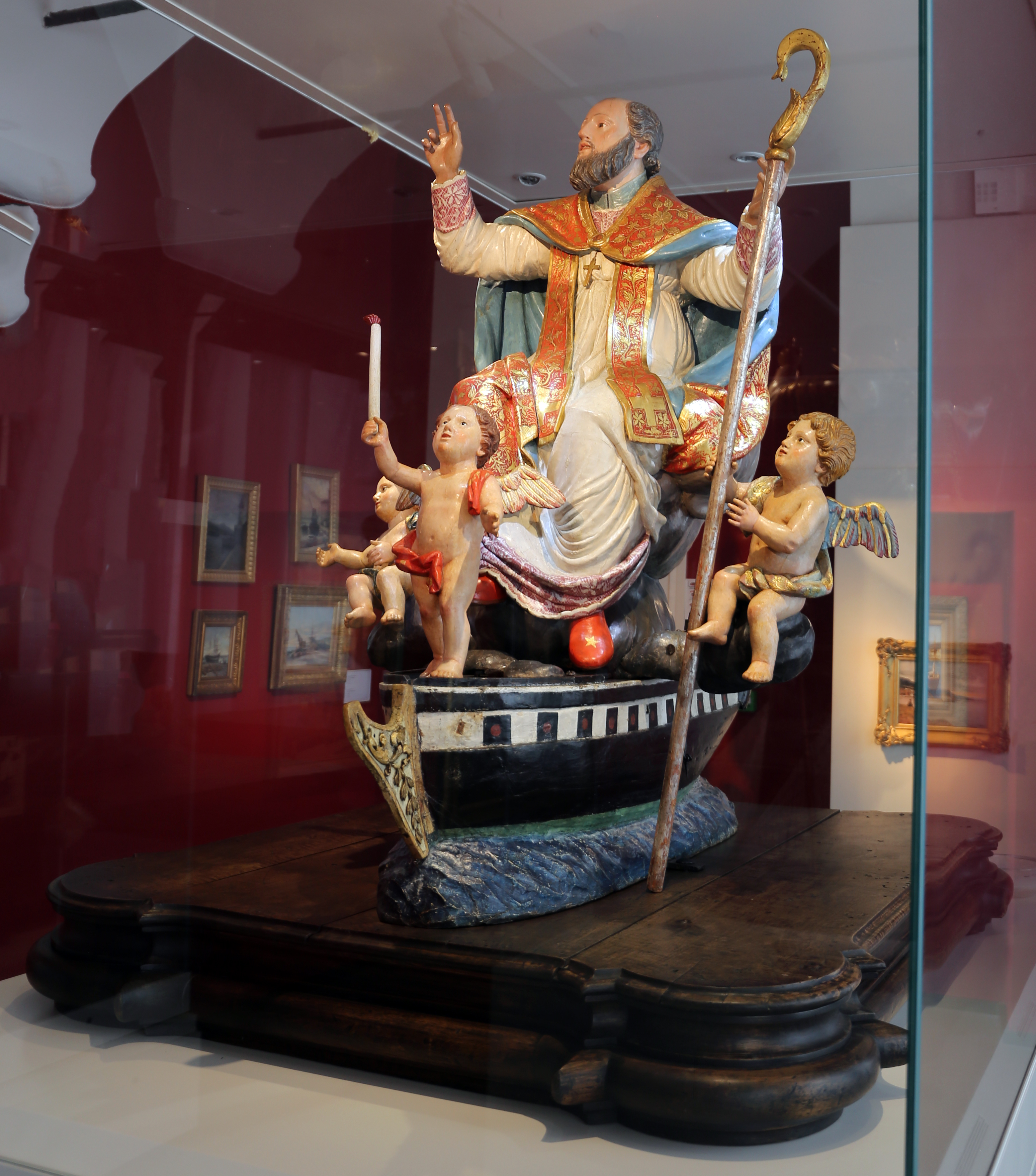
Groupe processionnel de Sant'Eramu, anonyme, provenant de l'église Saint-Jean Baptiste, XVIIIe siècle

#### salle 14: Le legs Sisco, un siècle de vie artistique corse
Né à Bastia en 1748, Giuseppe Sisco fait des études de médecine à Rome avant d'être nommé professeur de chirurgie à l'université de La Sapienza. Il devient plus tard médecin du pape auprès de Pie VI et Pie VII. À sa mort en 1830 il lègue sa fortune à la ville de Bastia pour former des jeunes Bastiais. Une cinquantaine de bourses sont ainsi attribuées, dont 37 artistes (architectes, sculpteurs et peintres) et 12 médecins. Les candidats les plus démunis sont privilégiés. Ce legs aura grandement contribué à l'émergence d'une école artistique corse. Ce sera le cas pour Albert Gillio, Jean-Mathieu Pekle ou Louis Patriarche.

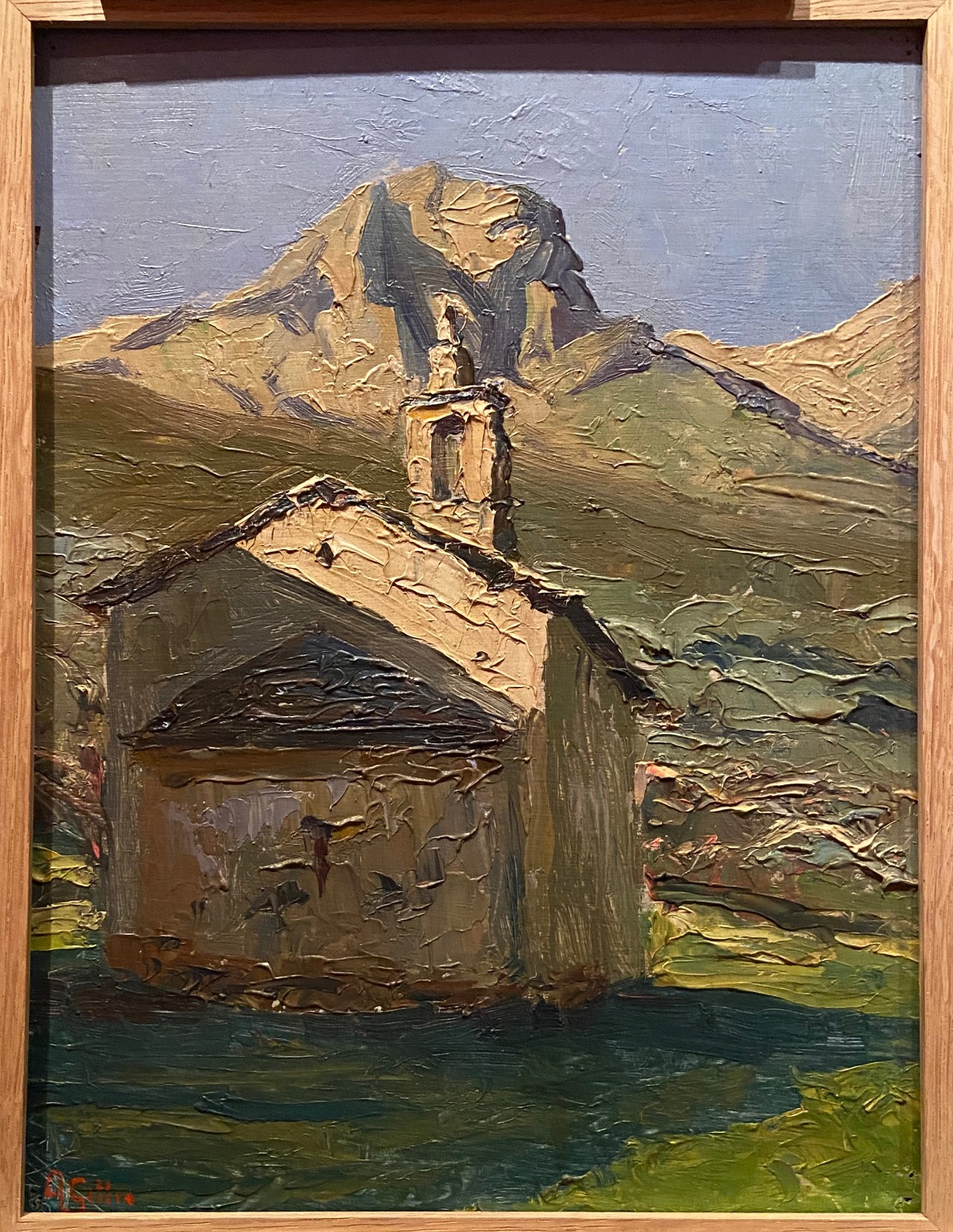
Paysage dans Cap Corse, Albert Gillio, entre 1930 et 1960

### Collections Fesch et collection Carlini
Les dernières salles sont consacrées à deux collections, celle de tableaux léguée par le cardinal Fesch à la ville de Bastia et à la collection Carlini, donnée à la ville par la veuve de Michel Carlini, ce corse qui fut maire de Marseille.

#### salles 16 et 17: La collection Fesch du musée de Bastia
Le cardinal Joseph Fesch (1763-1839), oncle de Napoléon, est considéré comme le plus grand collectionneur d'œuvres d'art de son temps. Cardinal, ambassadeur auprès du Saint-Siège à Rome et grand aumônier de l'Empire, il était un grand amateur d'art. À sa mort, l'inventaire de sa collection fait état de 17 767 objets d'art dont 16 000 tableaux. Dans son testament, il est stipulé que devait être fondé à Ajaccio, sa ville natale, un Grand institut des études. En 1844, 1500 objets issus de sa collection sont donnés à la Corse, dont 1 000 œuvres pour Ajaccio aujourd'hui conservées au musée Fesch, et 100 pour Bastia. Tout le reste de sa collection est vendu. À partir de 1904, une cinquantaine de tableaux entrent progressivement dans les collections du musée de Bastia. Les autres sont visibles dans les églises de la ville.

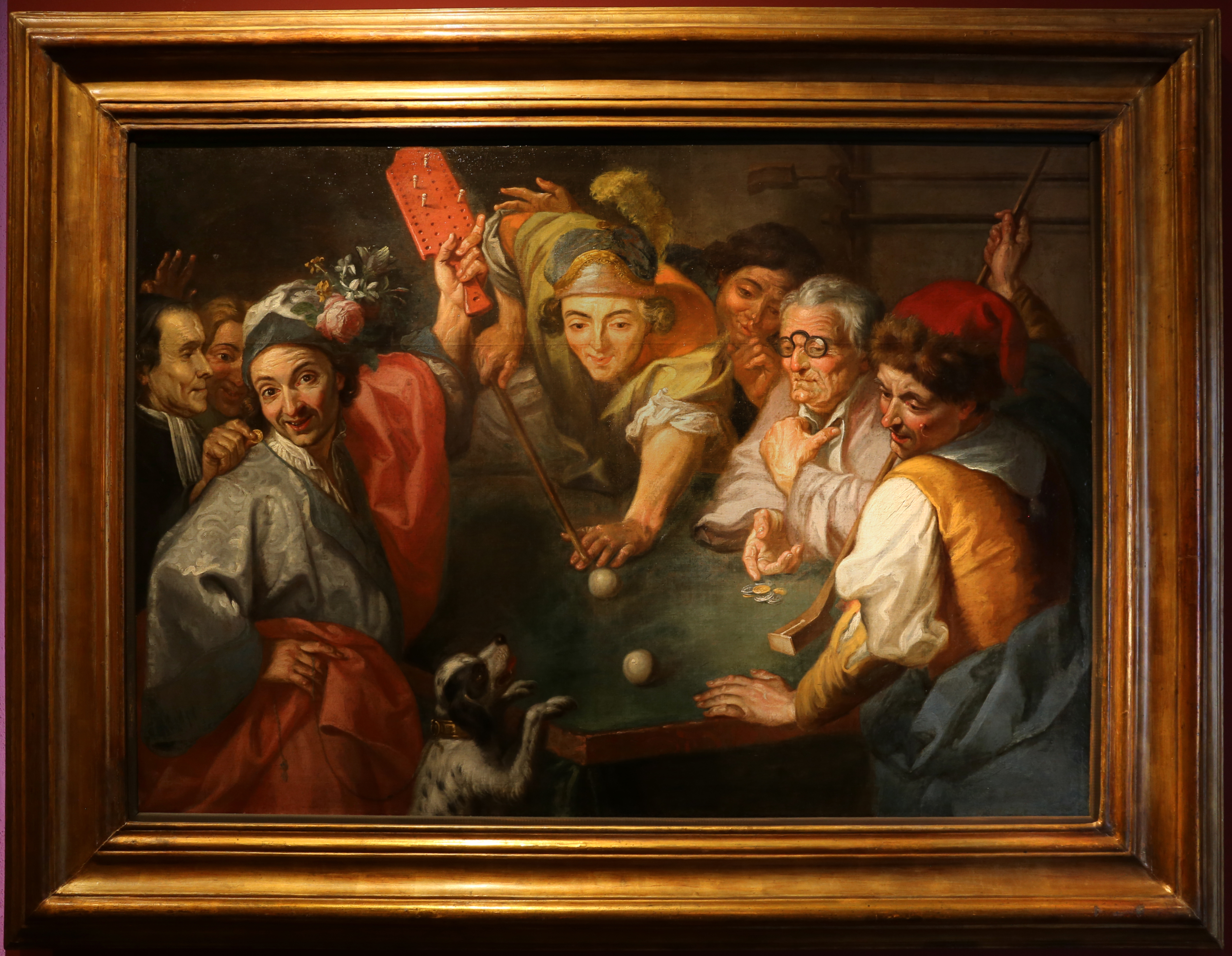
Entourage de Carlo Amalfi, Le joueur de billard, entre 1740 et 1774
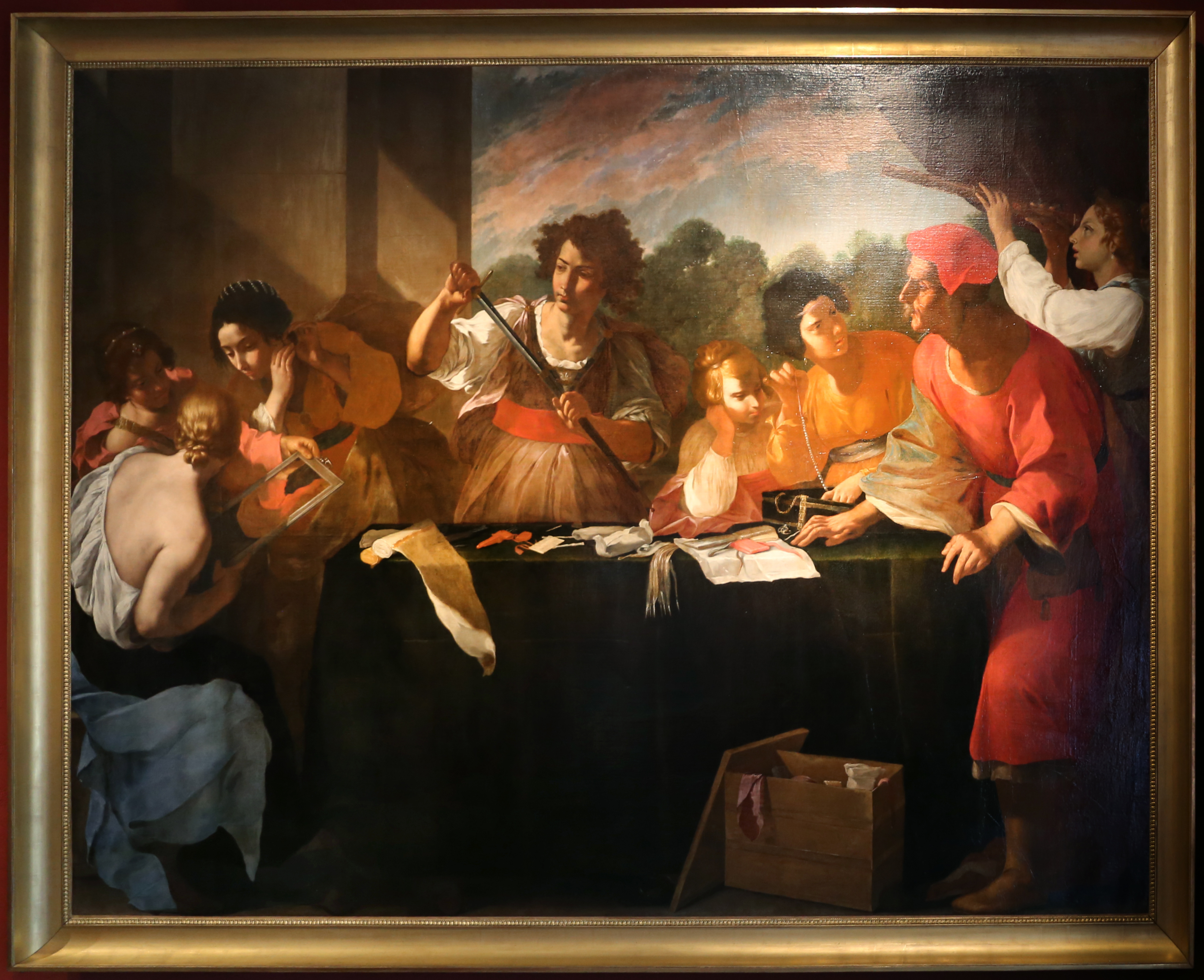
Francesco Fracanzano, Achille a corte da rè Licomede, vers 1640
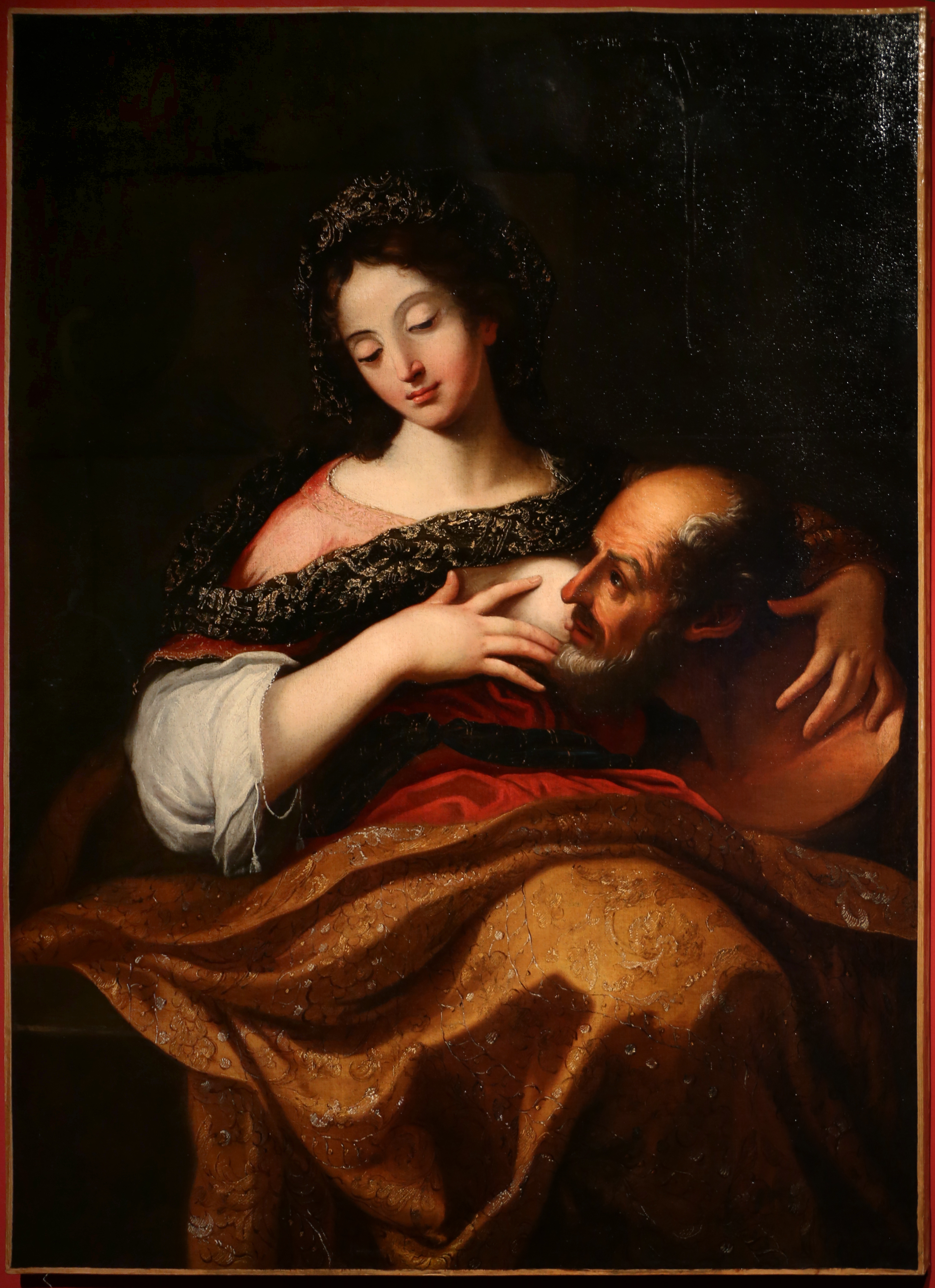
École française ou espagnole, La carità romana, XVIIe siècle
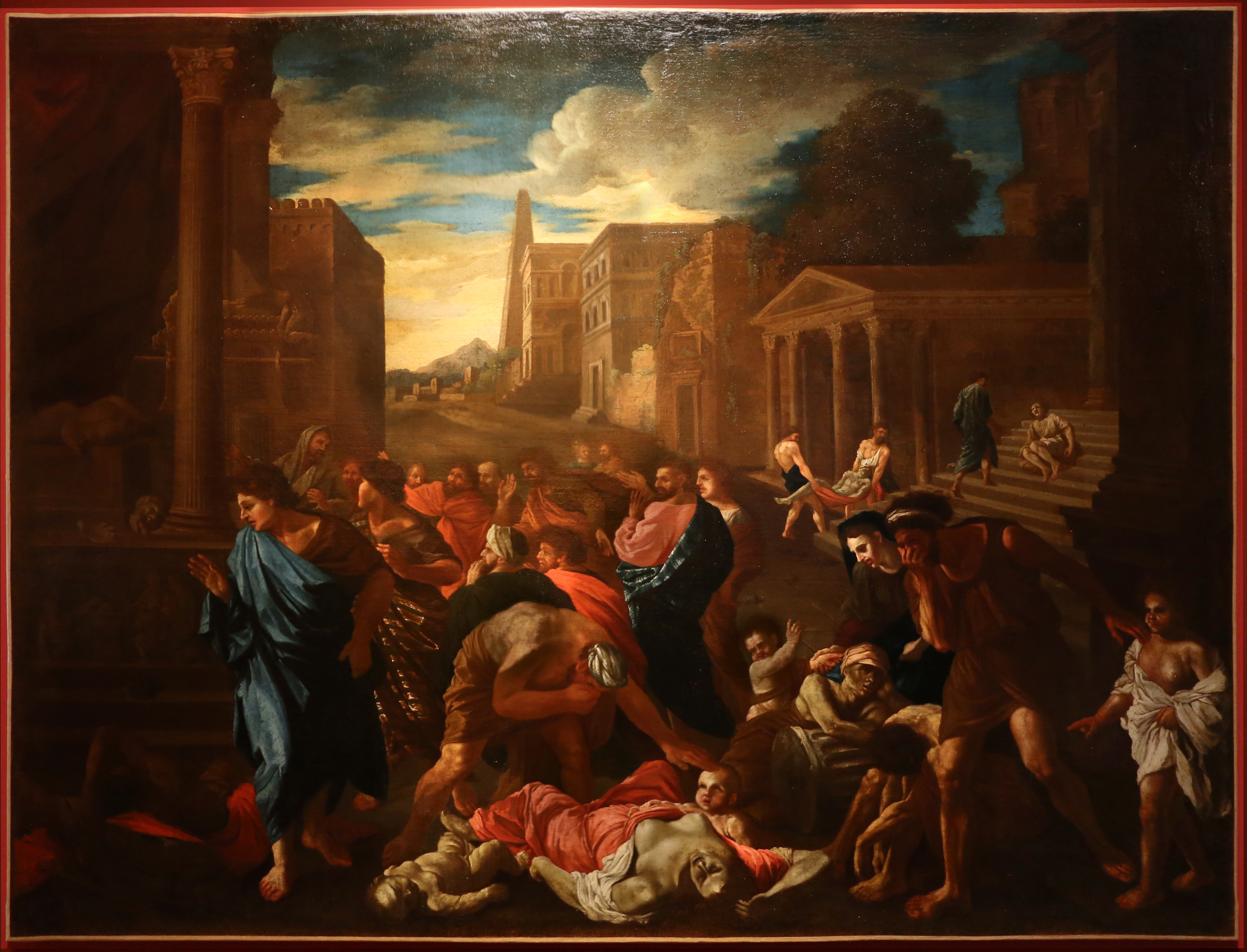
D'après Nicolas Poussin, La peste d'Asdod, après 1631
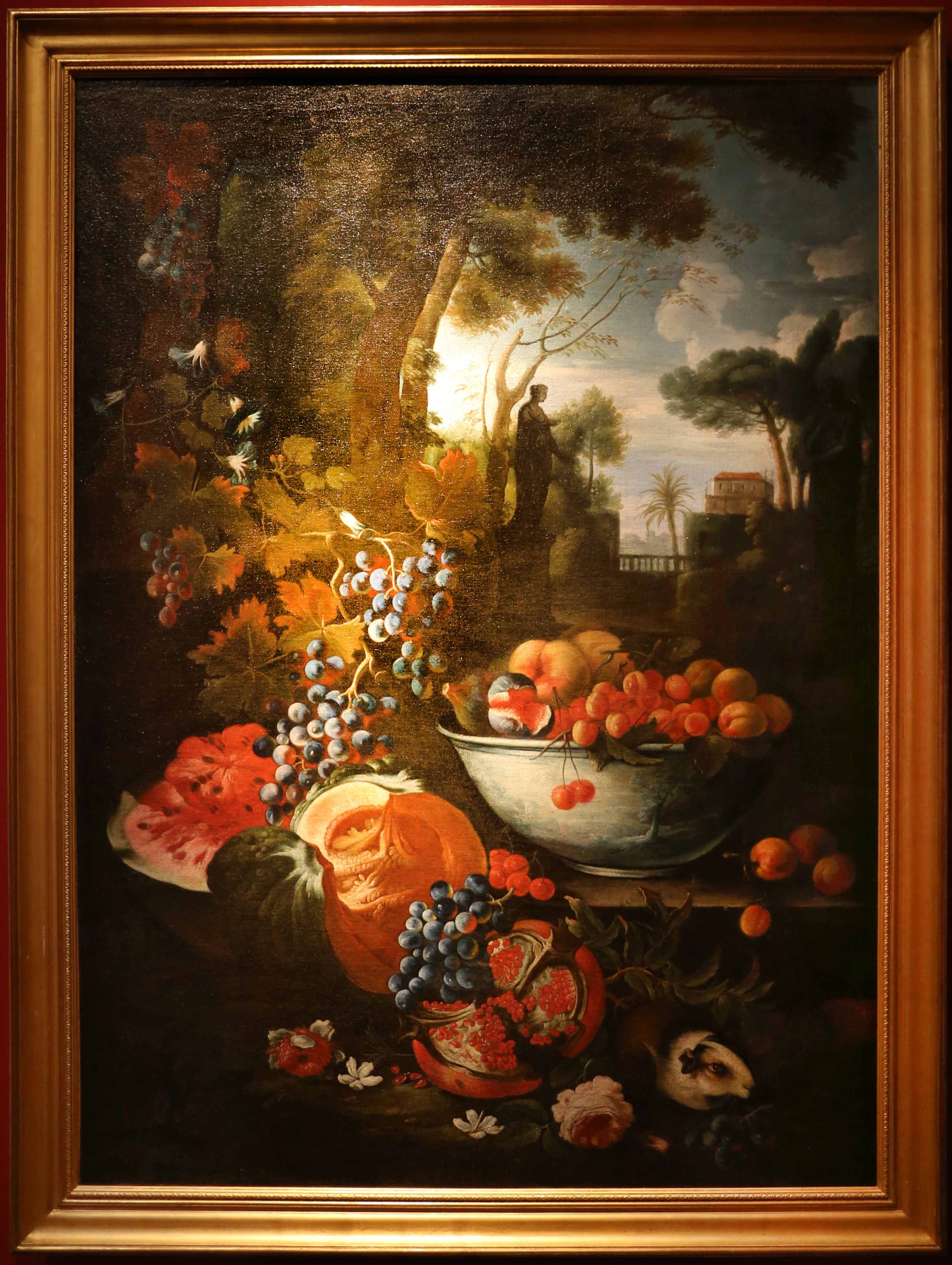
Giovanni Battista ou Giuseppe Ruoppolo, Nature morte, vers 1650-1700
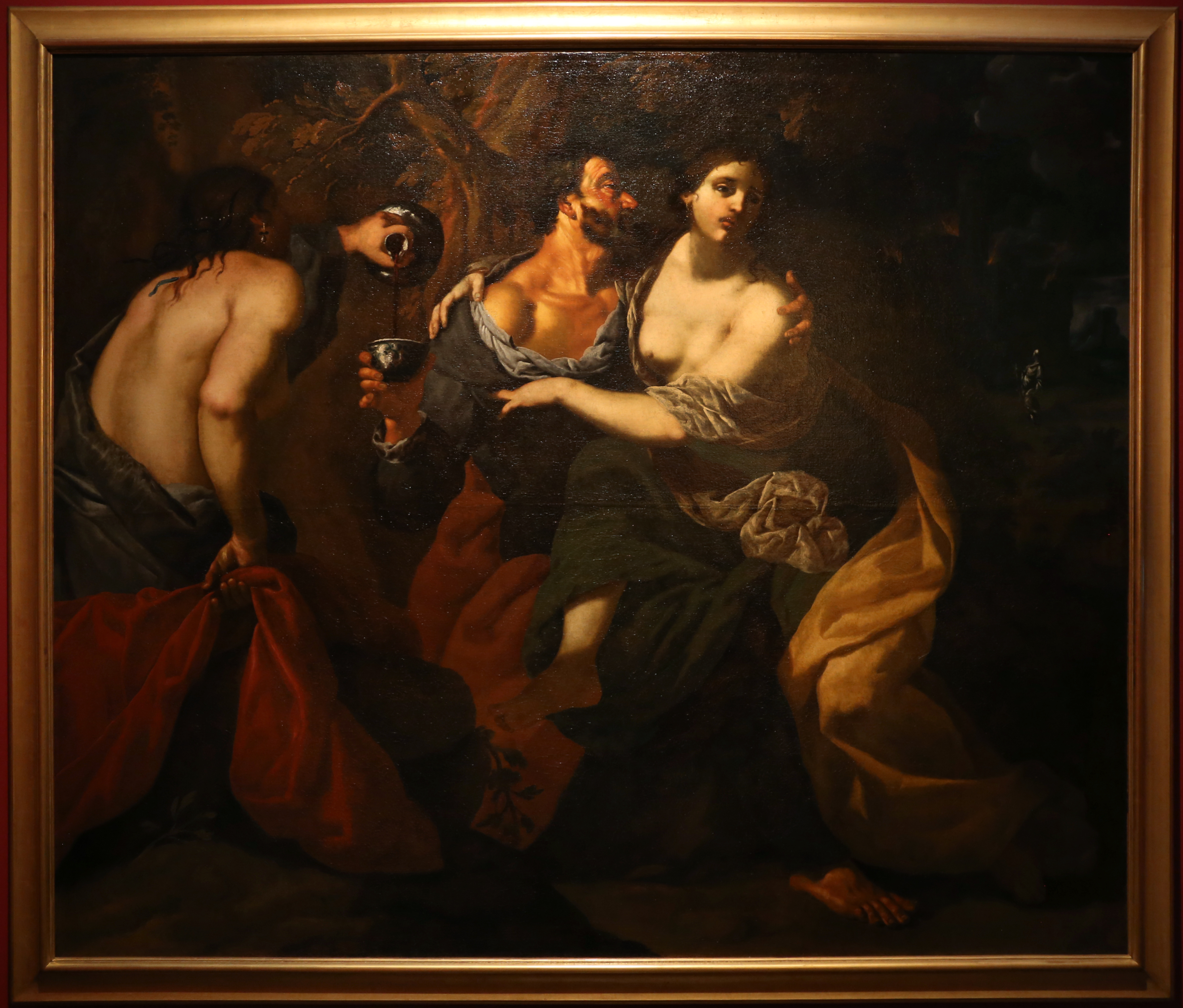
École romaine, Loth et ses filles, XVIIe siècle

#### salle 18 : La collection Carlini, une collection « identitaire »

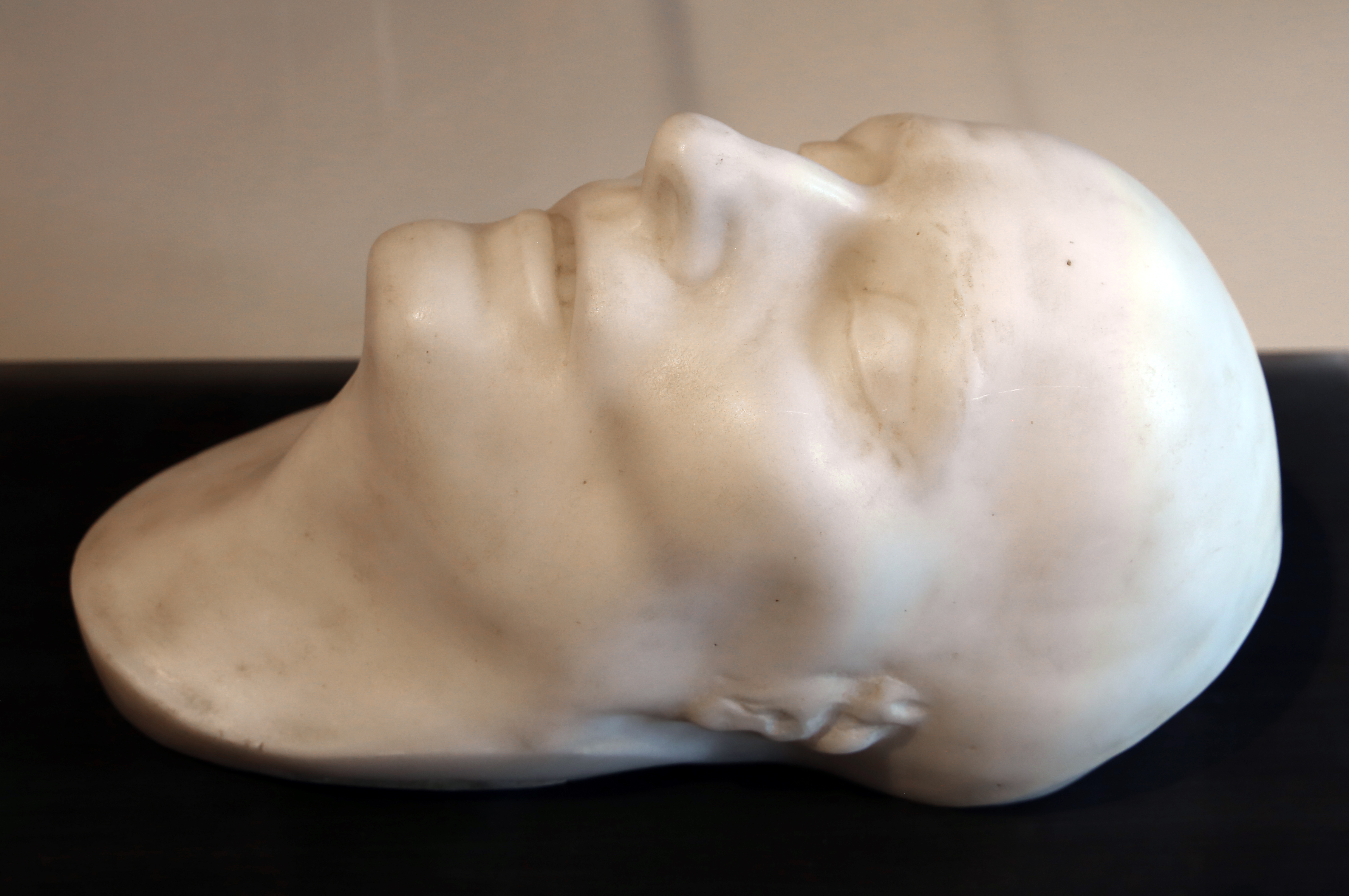
Masque funèbre de Napoléon

## Expositions temporaires
Chaque année le musée de Bastia présente une exposition nouvelle.
- 2011 : Jean-Mathieu Pekle, le sculpteur de la Corse (1868-1956)[6],[7]
- 2013 : Théodore de Neuhoff, roi de Corse, prince des chimères[8],[9]
- 2014 : Louis de Casabianca, une modernité corse[10],[11]
- 2016 : Corsica Genovese : La Corse à l’époque de la république de Gênes : XVe – XVIIIe siècles[12],[13],[14]
- 2017 : Secrets d’épaves, 50 ans d’archéologie sous-marine en Corse[15],[16]
- 2018 : Les Corses et les migrations : XVIIe – XXIe siècles[17],[18]
- 2019 : Corsica Imperiale, Napoléon III et la Corse[19],[20]
- 2021 : Banditi ! Brigandage et banditisme Corse-Italie, 1600-1940 [21]
- 2022 : Mare Furioso : Pirates et corsaires en Méditerranée, XVIe – XIXe siècles[22]
- 2023 : Corsica 39-45 : Les Corses et la Deuxième Guerre mondiale (1939-1945)[23],[24]
- 2024 : Corsica Rumana : Une île méditerranéenne à l’époque romaine[25],[26]